# Filmåret 2025
Filmåret 2025 är en översikt över händelser, inklusive prisutdelningar, festivaler, en lista över släppta filmer och anmärkningsvärda dödsfall.

## Händelser
- 5 januari – Golden Globe-galan[1]
- 13 januari – Guldbaggegalan[2]
- 23 januari–2 februari – Göteborg Film Festival[3]
- 23 januari–2 februari – Sundance Film Festival[4]
- 7 februari – Critics' Choice Movie Awards[5]
- 13–23 februari – Filmfestivalen i Berlin[6]
- 16 februari – BAFTA-galan[7]
- 23 februari – Screen Actors Guild Awards[8]
- 2 mars – Oscarsgalan[9]
- 13–24 maj – Filmfestivalen i Cannes[10]
- 27 augusti–6 september – Filmfestivalen i Venedig[11]
- 4–14 september – Toronto International Film Festival[12]

## Årets filmer
#
- 200% varulv – En pudel i flocken 2
- 28 Years Later
- 7 steg

A
- Abandoned Man
- Abir Gulaal
- The Accountant 2
- Adulthood
- After the Hunt
- A House of Dynamite
- Aleque & Issay
- Alexander and the Terrible, Horrible, No Good, Very Bad Road Trip
- Alpha
- The Alto Knights
- The Amateur
- A Merry Little Ex-Mas
- A Minecraft Movie
- Anaconda
- Animal Farm
- Another Simple Favor
- Athena Saves Christmas
- Avatar: Fire and Ash
- A Working Man

B
- Baaghi 4
- Back in Action
- Bad Apples
- The Ballad of a Small Player
- Bambi: The Reckoning
- Bamse och havets hemlighet
- Banger
- Bastion 36
- The Battle of Baktan Cross
- Becoming Led Zeppelin
- Bert sabbar allt
- Bhool Chuk Maf
- Black Bag
- The Black Phone 2
- Blue Moon
- Brick
- Bride Hard
- Bridgespelerskorna
- Bridget Jones: Mad About the Boy
- Bring Her Back
- BTS Army: Forever We Are Young
- Bugonia
- Bullet Train Explosion

C
- The Calendar Killer
- Captain America: Brave New World
- Caught Stealing
- The Choral
- The Christophers
- Christy
- The Chronology of Water
- Cold Storage
- Colours of Time
- Companion
- The Conjuring: Last Rites
- Coolie
- Couture

D
- The Dance Club
- Dangerous Animals
- Dead Man's Wire
- Death Before the Wedding
- Death of a Unicorn
- Deep Cover
- Delicious
- Deliver Me from Nowhere
- Demon Slayer: Kimetsu no Yaiba Infinity Castle
- Den of Thieves: Pantera
- Den siste vikingen
- Det andra offret
- Det började med min mamma
- Detective Kien: The Headless Horror
- Det kommer alltid en ny himmel
- Det är något som inte stämmer
- Dhadak 2
- Dialogpolisen
- Die, My Love
- Downton Abbey: The Grand Finale
- Dracula: A Love Tale
- Draktränaren
- Driver's Ed
- Drop

E
- Eagles of the Republic
- Echo Valley
- Eddington
- Egghead Republic
- The Electric State
- Eleanor the Great
- Elio
- Emma & Totte: Min första vän
- En förlupen kula 3
- Eternal Return
- Eternity
- Ett ärligt liv
- The Exorcist: Deceiver
- Exterritorial

F
- F1
- Fall for Me
- The Fantastic Four: First Steps
- Fantasy sabbade våra liv
- Father Mother Sister Brother
- Fear Street: Prom Queen
- Filmen om Siw
- Final Destination: Bloodlines
- Five Nights at Freddy's 2
- Flight Risk
- Frankenstein
- Freakier Friday
- From the World of John Wick: Ballerina
- Fuze
- Före mörkret

G
- G20
- Gabby's Dollhouse: The Movie
- Glenrothan
- Good Fortune
- Goodrich
- The Gorge
- Grand Prix – Tassarna på gasen
- Greta träffar bebisen
- Gröna linjen

H
- Halloween Aftermath
- Hamnet
- Handbok för superhjältar
- Happy Gilmore 2
- Havoc
- Heads of State
- Heads or Tails?
- Heart Eyes
- Hedda
- Hemmet
- Highest 2 Lowest
- Him
- The History of Sound
- Holland
- Honey
- Honey Don't!
- Hot Milk
- Housefull 5
- The Housemaid
- Hundmannen
- Hunger
- Hurry Up Tomorrow
- Håkan Bråkan 003

I
- I dina drömmar
- If I Had Legs I'd Kick You
- IHostage
- I huvudet på Bo
- I Know What You Did Last Summer
- In the Grey
- In the Hand of Dante
- In the Lost Lands
- ISMO – världens roligaste outsider

J
- Jag ska bara gråta lite först
- Jay Kelly
- Jurassic World 4

K
- Karate Kid: Legends
- Kayara: På äventyr i Inkariket
- Kesari 2
- Kevlarsjäl
- Kiss of the Spider Woman
- Klimatet i terapi
- K.O.
- Kraken
- Kronprinsen och tyrannens återkomst
- Köln 75

L
- La Dolce Villa
- Last Breath
- The Last One for the Road
- The Last Supper
- Late Fame
- Legacy
- The Legend of Ochi
- Leva lite
- Lilla Sibirien
- Lilo & Stitch
- Little Lorraine
- Locked
- The Long Walk
- The Lost Bus
- Love Hurts
- Love Untangled

M
- M3GAN 2.0
- Marked Men
- Marty Supreme
- The Mastermind
- Materialists
- Mickey 17
- Mile End Kicks
- Miley Cyrus: Something Beautiful
- Mission: Impossible – The Final Reckoning
- The Monkey
- Mortal Kombat 2
- Motor City
- Mountainhead
- Mr. Nobody Against Putin
- My Fault: London
- My Love Will Make You Disappear
- My Oxford Year
- Mörkret som faller

N
- The Naked Gun
- Neil Young: Coastal
- Ne Zha 2
- Nobody 2
- Nonnas
- Normal
- Nouvelle Vague
- Novocaine
- Now You See Me: Now You Don't
- Nunnan – 25 år i kloster
- Nuremberg

O
- OCEAN with David Attenborough
- O'Dessa
- The Old Guard 2
- Omaka familjer
- One Battle After Another
- Opus
- Orenda

P
- The Parenting
- Peter Pan's Neverland Nightmare
- The Phoenician Scheme
- The Pickup
- Picture This
- Pillion
- Plankton: Filmen
- Poetic License
- Pookoo
- Predator: Badlands
- Predator: Killer of Killers
- Project X
- På fel spår

R
- Red Sonja
- Regnmannen
- Rental Family
- The Ritual
- Roofman
- The Roses
- Rose of Nevada
- The Running Man
- Rörelser

S
- Sacrifice
- Saiyaara
- Screamboat
- The Secret Agent
- Semitjov – Drömmen om en bättre värld
- Sentimental Value
- Serietecknaren
- She Said Maybe
- Silent Friend
- Sinners
- Sitare Zameen Par
- The Smashing Machine
- Smekmånad med mamma
- Smurfar
- Snövit
- Song Sung Blue
- Son of Sardaar 2
- Sorry, Baby
- Sound of Falling
- Sovereign
- Spinal Tap II: The End Continues
- Splitsville
- Stans
- Steve
- The Strangers: Chapter 2
- Superman
- SvampBob: Jakten på Fyrkant
- The Swedish Connection
- Swiped

T
- The Testament of Ann Lee
- The Third Parent
- The Threesome
- Thug Life
- Thunderbolts
- Tin Soldier
- Titan: Oceangate-katastrofen
- Together
- Train Dreams
- Troll 2
- Tron: Ares
- Trustor
- Trädgårdsmästaren
- Tuffa gänget 2
- Tuner
- The Twits

U
- The Ugly Stepsister
- Ultras
- Unanimal
- Until Dawn
- Urchin
- Ute och cyklar

V
- Vi dör i natt
- Vår gröna dröm
- Vår tid

W
- Wake Up Dead Man: A Knives Out Mystery
- War 2
- Warfare
- Weapons
- Wicked: For Good
- Wolf Man
- The Woman in Cabin 10
- The Woman in the Yard
- The Wrong Paris

Y
- You're Cordially Invited

Z
- Zombies 4: Dawn of the Vampires
- Zootropolis 2

Å
- Ångrar dig

## Svenska biopremiärer
Filmer som kommer att ha eller hade premiär i Sverige under 2025.
| Sverigepremiärer 2025 | Sverigepremiärer 2025 | Sverigepremiärer 2025                                           | Sverigepremiärer 2025                         | Sverigepremiärer 2025 | Sverigepremiärer 2025        | Sverigepremiärer 2025 |
| Datum                 | Datum                 | Titel                                                           | Land                                          | Regi och medverkande | Genre                        | Ref                   |
| --------------------- | --------------------- | --------------------------------------------------------------- | --------------------------------------------- | --- | ---------------------------- | --------------------- |
| J A N U A R I         | 3                     | Nosferatu                                                       | USA                                           | Regi: Robert Eggers; Med: Lily-Rose Depp, Bill Skarsgård, Nicholas Hoult, Willem Dafoe                                                        | Skräck, Fantasy, Thriller    | [ 13 ] [ 14 ]         |
| J A N U A R I         | 10                    | Den of Thieves: Pantera                                         | USA                                           | Regi: Christian Gudegast; Med: Gerard Butler, Evin Ahmad, O'Shea Jackson Jr.                                                                  | Action, Thriller             | [ 15 ] [ 16 ]         |
| J A N U A R I         | 10                    | Flykt & drömmar                                                 | Finland                                       | Regi: Kaisa El Ramly; Med: Sari Mällinen, Erja Manto, Aliisa Pulkkinen, Dick Idman                                                            | Drama                        | [ 17 ] [ 18 ]         |
| J A N U A R I         | 10                    | Emilia Pérez                                                    | Frankrike                                     | Regi: Jacques Audiard; Med: Zoë Saldaña, Karla Sofía Gascón, Édgar Ramírez, Selena Gomez                                                      | Musikal, Komedi, Thriller    | [ 19 ] [ 20 ]         |
| J A N U A R I         | 10                    | En oslipad diamant                                              | Frankrike                                     | Regi: Agathe Riedinger; Med: Malou Khebizi, Idir Azougli, Andréa Bescond                                                                      | Drama                        | [ 21 ] [ 22 ]         |
| J A N U A R I         | 10                    | Min mormors miljoner                                            | Thailand                                      | Regi: Pat Boonnitipat; Med: Putthipong Assaratanakul, Usha Seamkhum, Pongsatorn Jongwilas                                                     | Drama, Komedi                | [ 23 ] [ 24 ]         |
| J A N U A R I         | 17                    | Garbo: Where Did You Go?                                        | Storbritannien                                | Regi: Lorna Tucker; Med: Greta Garbo, Noomi Rapace                                                                                            | Dokumentär                   | [ 25 ] [ 26 ]         |
| J A N U A R I         | 17                    | Gloria! Miraklet i Venedig                                      | Italien                                       | Regi: Margherita Vicario; Med: Galatéa Bellugi, Carlotta Gamba, Veronica Lucchesi                                                             | Drama, Musik, Historisk      | [ 27 ] [ 28 ]         |
| J A N U A R I         | 17                    | Hacking Hate                                                    | Sverige                                       | Regi: Simon Klose; Med: My Vingren | Dokumentär                   | [ 29 ] [ 30 ]         |
| J A N U A R I         | 17                    | Here                                                            | USA                                           | Regi: Robert Zemeckis; Med: Paul Bettany, Robin Wright, Kelly Reilly, Tom Hanks                                                               | Drama                        | [ 31 ] [ 32 ]         |
| J A N U A R I         | 17                    | Paddington i Peru                                               | USA                                           | Regi: Dougal Wilson; Med: Ben Whishaw, Emily Mortimer, Antonio Banderas, Olivia Colman                                                        | Äventyr, Komedi, Familj      | [ 33 ] [ 34 ]         |
| J A N U A R I         | 17                    | Peter Pan's Neverland Nightmare                                 | USA                                           | Regi: Scott Chambers; Med: Megan Placito, Martin Portlock, Peter DeSouza-Feighoney, Kit Green                                                 | Äventyr, Skräck, Fantasy     | [ 35 ] [ 36 ]         |
| J A N U A R I         | 17                    | Wolf Man                                                        | USA                                           | Regi: Leigh Whannell; Med: Christopher Abbott, Julia Garner                                                                                   | Skräck, Thriller             | [ 37 ] [ 38 ]         |
| J A N U A R I         | 24                    | A Real Pain                                                     | USA                                           | Regi: Jesse Eisenberg; Med: Jesse Eisenberg, Kieran Culkin, Will Sharpe, Jennifer Grey                                                        | Drama, Komedi                | [ 39 ] [ 40 ]         |
| J A N U A R I         | 24                    | Babygirl                                                        | USA                                           | Regi: Halina Reijn; Med: Nicole Kidman, Harris Dickinson, Antonio Banderas, Jean Reno                                                         | Kriminal, Thriller, Mysterie | [ 41 ] [ 42 ]         |
| J A N U A R I         | 24                    | Flätan                                                          | Frankrike                                     | Regi: Laetitia Colombani; Med: Kim Raver, Fotinì Peluso, Mia Maelzer                                                                          | Drama                        | [ 43 ] [ 44 ]         |
| J A N U A R I         | 31                    | Companion                                                       | USA                                           | Regi: Drew Hancock; Med: Jack Quaid, Sophie Thatcher, Rupert Friend, Lukas Gage                                                               | Thriller                     | [ 45 ] [ 46 ]         |
| J A N U A R I         | 31                    | En sommar utöver det vanliga                                    | Frankrike                                     | Regi: Artus; Med: Artus, Clovis Cornillac, Alice Belaïdi                                                                                      | Komedi                       | [ 47 ] [ 48 ]         |
| J A N U A R I         | 31                    | Kallt spår                                                      | Frankrike                                     | Regi: Jonathan Millet; Med: Adam Bessa, Tawfeek Barhom, Julia Franz Richter                                                                   | Drama, Thriller              | [ 49 ] [ 50 ]         |
| J A N U A R I         | 31                    | Maria                                                           | Italien                                       | Regi: Pablo Larraín; Med: Angelina Jolie, Alba Rohrwacher, Valeria Golino, Kodi Smit-McPhee                                                   | Drama, Biografi, Musik       | [ 51 ] [ 52 ]         |
| J A N U A R I         | 31                    | No Other Land                                                   | Palestina (stat)                              | Regi: Yuval Abraham, Basel Adra, Hamdan Ballal, Rachel Szor; Med:                                                                             | Dokumentär                   | [ 53 ] [ 54 ]         |
| F E B R U A R I       | 6                     | ISMO – världens roligaste outsider                              | Finland                                       | Regi: ; Med: Gabriel Iglesias, Jay Leno, Conan O’Brien                                                                                        | Komedi, Dokumentär           | [ 55 ] [ 56 ]         |
| F E B R U A R I       | 7                     | Becoming Led Zeppelin                                           | Storbritannien                                | Regi: Bernard MacMahon; Med: Jimmy Page, Robert Plant, John Paul Jones, John Bonham                                                           | Dokumentär, Musik            | [ 57 ] [ 58 ]         |
| F E B R U A R I       | 7                     | Biru Unjárga                                                    | Norge                                         | Regi: Egil Pedersen; Med: Nikolaj Coster-Waldau, Sarah Olaussen Eira                                                                          | Äventyr, Drama, Komedi       | [ 59 ] [ 60 ]         |
| F E B R U A R I       | 7                     | Brutalisten                                                     | USA                                           | Regi: Brady Corbet; Med: Adrien Brody, Felicity Jones, Guy Pearce, Isaac de Bankolé                                                           | Drama                        | [ 61 ] [ 62 ]         |
| F E B R U A R I       | 7                     | De ljudlösa                                                     | Danmark                                       | Regi: Frederik Louis Hviid; Med: Gustav Dyekjær Giese, Reda Kateb, Amanda Collin, Christopher Wagelin                                         | Action                       | [ 63 ] [ 64 ]         |
| F E B R U A R I       | 7                     | Kronprinsen och tyrannens återkomst                             | Sverige                                       | Regi: Tord Danielsson; Med: Xavier Canca-Englund, Kerstin Linden, Maria Lundqvist, Dilan Gwyn                                                 | Äventyr, Drama, Fantasy      | [ 65 ] [ 66 ]         |
| F E B R U A R I       | 7                     | Leva lite                                                       | Sverige                                       | Regi: Fanny Ovesen; Med: Aviva Wrede, Embla Ingelman-Sundberg, Odin Romanus, Oscar Lesage                                                     | Drama                        | [ 67 ] [ 68 ]         |
| F E B R U A R I       | 7                     | Marked Men                                                      | USA                                           | Regi: Nick Cassavetes; Med: Chase Stokes, Sydney Taylor, Ella Balinska, Alexander Ludwig                                                      | Romantik                     | [ 69 ] [ 70 ]         |
| F E B R U A R I       | 10                    | Sanna från Nablus                                               | Sverige                                       | Regi: Maj Wechselmann; Med: | Dokumentär                   | [ 71 ] [ 72 ]         |
| F E B R U A R I       | 12                    | Captain America: Brave New World                                | USA                                           | Regi: Julius Onah; Med: Anthony Mackie, Harrison Ford, Danny Ramirez, Tim Blake Nelson                                                        | Action, Äventyr, Sci-Fi      | [ 73 ] [ 74 ]         |
| F E B R U A R I       | 14                    | The Balconettes                                                 | Frankrike                                     | Regi: Noémie Merlant; Med: Noémie Merlant, Souhelia Yacoub, Sandra Codreanu, Lucas Bravo                                                      | Drama, Komedi, Skräck        | [ 75 ] [ 76 ]         |
| F E B R U A R I       | 14                    | Bridget Jones: Mad About the Boy                                | Storbritannien                                | Regi: Michael Morris; Med: Renée Zellweger, Hugh Grant, Emma Thompson, Chiwetel Ejiofor                                                       | Romantik, Drama, Komedi      | [ 77 ] [ 78 ]         |
| F E B R U A R I       | 14                    | Heart Eyes                                                      | Nya Zeeland                                   | Regi: Josh Ruben; Med: Jordana Brewster, Olivia Holt, Devon Sawa, Mason Gooding                                                               | Skräck, Komedi, Mysterie     | [ 79 ] [ 80 ]         |
| F E B R U A R I       | 14                    | Hundmannen                                                      | USA                                           | Regi: Peter Hastings; Med: Pete Davidson, Lil Rel Howery, Isla Fisher, Ricky Gervais                                                          | Animerad, Komedi, Familj     | [ 81 ] [ 82 ]         |
| F E B R U A R I       | 14                    | Konsten att göra slut                                           | Spanien                                       | Regi: Jonás Trueba; Med: Itsaso Arana, Vito Sanz, Fernando Trueba, Andrés Gertrúdix                                                           | Drama, Komedi                | [ 83 ] [ 84 ]         |
| F E B R U A R I       | 14                    | Sommarboken                                                     | Storbritannien                                | Regi: Charlie McDowell; Med: Glenn Close, Anders Danielsen Lie, Emily Matthews                                                                | Drama                        | [ 85 ] [ 86 ]         |
| F E B R U A R I       | 14                    | Universal Language                                              | Mexiko                                        | Regi: Alonso Ruizpalacios; Med: Rooney Mara, Raúl Briones, Eduardo Olmos                                                                      | Drama                        | [ 87 ] [ 88 ]         |
| F E B R U A R I       | 19                    | 200% varulv – En pudel i flocken 2                              | Australien                                    | Regi: Alexs Stadermann; Med: Ilai Swindells, Jennifer Saunders, Peter McAllum, Samara Weaving                                                 | Animerad, Äventyr, Komedi    | [ 89 ] [ 90 ]         |
| F E B R U A R I       | 19                    | The Monkey                                                      | USA                                           | Regi: Oz Perkins; Med: Oz Perkins, Theo James, Tatiana Maslany, Elijah Wood                                                                   | Skräck, Thriller             | [ 91 ] [ 92 ]         |
| F E B R U A R I       | 21                    | A Complete Unknown                                              | USA                                           | Regi: James Mangold; Med: Timothée Chalamet, Monica Barbaro, Elle Fanning, Edward Norton                                                      | Biografi, Musik, Drama       | [ 93 ] [ 94 ]         |
| F E B R U A R I       | 21                    | Attack on Titan: The Last Attack                                | Japan                                         | Regi: Yûichirô Hayashi; Med: Natsuki Hanae, Marina Inoue, Yui Ishikawa, Yûki Kaji                                                             | Animerad, Action, Drama      | [ 95 ] [ 96 ]         |
| F E B R U A R I       | 21                    | Flickan med nålen                                               | Danmark                                       | Regi: Magnus von Horn; Med: Trine Dyrholm, Vic Carmen Sonne, Besir Zeciri, Joachim Fjelstrup                                                  | Drama, Thriller, Mysterie    | [ 97 ] [ 98 ]         |
| F E B R U A R I       | 21                    | Serietecknaren                                                  | Sverige                                       | Regi: Simon Gärdenfors; Med: Simon Gärdenfors, Tatiana Maslany, David Wiberg, Ana Stanisic, Dominik Henzel                                    | Komedi                       | [ 99 ]                |
| F E B R U A R I       | 26                    | Spermageddon                                                    | Norge                                         | Regi: Tommy Wirkola & Rasmus A. Sivertsen; Med:                                                                                               | Animerad, Musikal, Komedi    | [ 100 ] [ 101 ]       |
| F E B R U A R I       | 28                    | Bonnard – Konst och kärlek                                      | Frankrike                                     | Regi: Martin Provost; Med: Cécile de France, Vincent Macaigne, Stacy Martin, Anouk Grinberg                                                   | Romantik, Drama, Biografi    | [ 102 ] [ 103 ]       |
| F E B R U A R I       | 28                    | Goodrich                                                        | USA                                           | Regi: Hallie Meyers-Shyer; Med: Michael Keaton, Mila Kunis, Andie MacDowell, Carmen Ejogo                                                     | Drama, Komedi                | [ 104 ] [ 105 ]       |
| F E B R U A R I       | 28                    | Kärlek                                                          | Norge                                         | Regi: Dag Johan Haugerud; Med: Andrea Bræin Hovig, Thomas Gullestad, Marian Saastad Ottesen, Morten Svartveit                                 | Drama, Romantik              | [ 106 ] [ 107 ]       |
| F E B R U A R I       | 28                    | Memoir of a Snail                                               | Australien                                    | Regi: Adam Elliot; Med: Sarah Snook, Kodi Smit-McPhee, Eric Bana, Dominique Pinon                                                             | Animerad, Drama              | [ 108 ] [ 109 ]       |
| F E B R U A R I       | 28                    | Min oväntade bror                                               | Frankrike                                     | Regi: Emmanuel Courcol; Med: Benjamin Lavernhe, Pierre Lottin, Sarah Suco, Jacques Bonnaffé                                                   | Komedi                       | [ 110 ] [ 111 ]       |
| F E B R U A R I       | 28                    | Presence                                                        | USA                                           | Regi: Steven Soderbergh; Med: Lucy Liu, Chris Sullivan, Julia Fox, Callina Liang                                                              | Skräck, Thriller             | [ 112 ] [ 113 ]       |
| F E B R U A R I       | 28                    | The Roundup: Punishment                                         | Sydkorea                                      | Regi: Heo Myeong-haeng; Med: Ma Dong-seok, Kim Mu-yeol, Park Ji-hwan, Lee Dong-hwi                                                            | Action, Kriminal, Thriller   | [ 114 ] [ 115 ]       |
| F E B R U A R I       | 28                    | Ski                                                             | Norge                                         | Regi: Nikolai Schirmer; Med: Nikolai Schirmer, Vegard Rye                                                                                     | Dokumentär, Sport            | [ 116 ] [ 117 ]       |
| M A R S               | 7                     | Barnen från Silvergatan                                         | Danmark                                       | Regi: Mehdi Avaz; Med: Anders W. Berthelsen, Lars Ranthe, Ditte Hansen, Katinka Lærke Petersen                                                | Familj                       | [ 118 ] [ 119 ]       |
| M A R S               | 7                     | Det heliga trädets frukter                                      | Iran                                          | Regi: Mohammad Rasoulof; Med: Mahsa Rostami, Setareh Maleki, Missagh Zareh, Soheila Golestani                                                 | Drama, Thriller              | [ 120 ] [ 121 ]       |
| M A R S               | 7                     | Mickey 17                                                       | USA                                           | Regi: Bong Joon-ho; Med: Robert Pattinson, Naomi Ackie, Toni Collette, Mark Ruffalo                                                           | Sci-fi                       | [ 122 ] [ 123 ]       |
| M A R S               | 7                     | Räv och Hare räddar skogen                                      | Nederländerna                                 | Regi: Mascha Halberstad; Med: | Animerad, Äventyr, Musikal   | [ 124 ] [ 125 ]       |
| M A R S               | 7                     | Wilmer X – När tiden stannar                                    | Sverige                                       | Regi: Stefan Berg; Med: | Dokumentär, Musik            | [ 126 ] [ 127 ]       |
| M A R S               | 7                     | Älskling                                                        | Norge                                         | Regi: Lilja Ingolfsdottir; Med: Helga Guren, Oddgeir Thune, Heidi Gjermundsen Broch                                                           | Drama                        | [ 128 ] [ 129 ]       |
| M A R S               | 12                    | Gondola                                                         | Tyskland                                      | Regi: Veit Helmer; Med: Nino Soselia, Mathilde Irrmann                                                                                        | Drama, Romantik, Komedi      | [ 130 ] [ 131 ]       |
| M A R S               | 14                    | De skamlösa                                                     | Indien                                        | Regi: Konstantin Bojanov; Med: Anasuya Sengupta                                                                                               | Drama, Kriminal, Thriller    | [ 132 ] [ 133 ]       |
| M A R S               | 14                    | Jag ska bara gråta lite först                                   | Sverige                                       | Regi: Ellen Fiske; Med: Charlotta Björck | Dokumentär                   | [ 134 ] [ 135 ]       |
| M A R S               | 14                    | Lyckans ost                                                     | Frankrike                                     | Regi: Louise Courvoisier; Med: Clément Favreau, Maïwene Barthelemy, Luna Garret, Mathis Bernard                                               | Drama, Komedi                | [ 136 ] [ 137 ]       |
| M A R S               | 14                    | Queer                                                           | Italien · USA                                 | Regi: Luca Guadagnino; Med: Daniel Craig, Jason Schwartzman, Drew Starkey, Lesley Manville                                                    | Biografi, Drama, Romantik    | [ 138 ] [ 139 ]       |
| M A R S               | 14                    | William Tell                                                    | Storbritannien · Italien · Schweiz            | Regi: Nick Hamm; Med: Claes Bang, Connor Swindells, Golshifteh Farahani, Jonah Hauer-King                                                     | Action, Drama, Krig          | [ 140 ] [ 141 ]       |
| M A R S               | 14                    | Youth (Hard Times)                                              | Frankrike                                     | Regi: Wang Bing; Med: | Dokumentär                   | [ 142 ] [ 143 ]       |
| M A R S               | 14                    | Youth (Homecoming)                                              | Frankrike                                     | Regi: Wang Bing; Med: | Dokumentär                   | [ 144 ] [ 145 ]       |
| M A R S               | 19                    | Snövit                                                          | USA                                           | Regi: Marc Webb; Med: Gal Gadot, Rachel Zegler                                                                                                | Äventyr, Drama, Fantasy      | [ 146 ] [ 147 ]       |
| M A R S               | 21                    | The Alto Knights                                                | USA                                           | Regi: Barry Levinson; Med: Robert De Niro, Debra Messing, Cosmo Jarvis, Kathrine Narducci                                                     | Biografi, Drama              | [ 148 ] [ 149 ]       |
| M A R S               | 21                    | De dödas symfoni                                                | Tyskland                                      | Regi: Matthias Glasner; Med: Lars Eidinger, Corinna Harfouch, Lilith Stangenberg, Ronald Zehrfeld                                             | Drama                        | [ 150 ] [ 151 ]       |
| M A R S               | 21                    | I'm Still Here                                                  | Brasilien                                     | Regi: Walter Salles; Med: Fernanda Torres, Selton Mello, Fernanda Montenegro                                                                  | Drama, Biografi, Historisk   | [ 152 ] [ 153 ]       |
| M A R S               | 21                    | Locked                                                          | USA                                           | Regi: David Yarovesky; Med: Anthony Hopkins, Bill Skarsgård, Ashley Cartwright, Michael Eklund                                                | Skräck, Thriller             | [ 154 ] [ 155 ]       |
| M A R S               | 21                    | Mr. K                                                           | Nederländerna                                 | Regi: Tallulah Hazekamp Schwab; Med: Crispin Glover, Sunnyi Melles, Fionnula Flanagan                                                         | Drama, Fantasy, Mysterie     | [ 156 ] [ 157 ]       |
| M A R S               | 21                    | Påfågeln – Hyr en vän!                                          | Österrike                                     | Regi: Bernhard Wenger; Med: Albrecht Schuch, Anton Noori, Julia Franz Richter, Maria Hofstätter                                               | Drama, Komedi                | [ 158 ] [ 159 ]       |
| M A R S               | 21                    | Santosh                                                         | Indien                                        | Regi: Sandhya Suri; Med: Shahana Goswami, Sunita Rajwar, Nawal Shukla                                                                         | Drama, Kriminal, Thriller    | [ 160 ] [ 161 ]       |
| M A R S               | 28                    | All We Imagine as Light                                         | Indien                                        | Regi: Payal Kapadia; Med: Kani Kusruti, Divya Prabha, Chhaya Kadam, Hridhu Haroon                                                             | Drama, Romantik              | [ 162 ] [ 163 ]       |
| M A R S               | 28                    | A Working Man                                                   | USA                                           | Regi: David Ayer; Med: Jason Statham, David Harbour, Michael Peña, Jason Flemyng                                                              | Action, Thriller             | [ 164 ]               |
| M A R S               | 28                    | Bonhoeffer                                                      | Belgien                                       | Regi: Todd Komarnicki; Med: Jonas Dassler, August Diehl, David Jonsson, Flula Borg                                                            | Biografi, Drama, Thriller    | [ 165 ] [ 166 ]       |
| M A R S               | 28                    | Bird                                                            | Storbritannien                                | Regi: Andrea Arnold; Med: Barry Keoghan, Franz Rogowski, Nykiya Adams                                                                         | Drama                        | [ 167 ] [ 168 ]       |
| M A R S               | 28                    | Novocaine                                                       | USA                                           | Regi: Dan Berk & Robert Olsen; Med: Jack Quaid, Amber Midthunder, Jacob Batalon, Matt Walsh                                                   | Action, Komedi               | [ 169 ] [ 170 ]       |
| M A R S               | 28                    | Tillbaka till Adamant – Inlagd på Averroès & Rosa Parks         | Frankrike                                     | Regi: Nicolas Philibert; Med: | Dokumentär                   | [ 171 ] [ 172 ]       |
| M A R S               | 28                    | Tillbaka till Adamant – Skrivmaskinen och annan huvudbry        | Frankrike                                     | Regi: Nicolas Philibert; Med: | Dokumentär                   | [ 173 ] [ 174 ]       |
| M A R S               | 28                    | Ultras                                                          | Sverige                                       | Regi: Ragnhild Ekner; Med: | Dokumentär                   | [ 175 ] [ 176 ]       |
| A P R I L             | 4                     | Alla älskar Touda                                               | Marocko                                       | Regi: Nabil Ayouch; Med: Nisrin Erradi | Drama                        | [ 177 ] [ 178 ]       |
| A P R I L             | 4                     | A Minecraft Movie                                               | USA                                           | Regi: Jared Hess; Med: Jason Momoa, Jack Black, Danielle Brooks, Jennifer Coolidge                                                            | Action, Äventyr              | [ 179 ] [ 180 ]       |
| A P R I L             | 4                     | Det började med min mamma                                       | Frankrike                                     | Regi: Ken Scott; Med: Milo Machado-Graner, Leïla Bekhti, Jeanne Balibar, Joséphine Japy                                                       | Drama                        | [ 181 ] [ 182 ]       |
| A P R I L             | 4                     | Före mörkret                                                    | Norge                                         | Regi: Eirik Svensson; Med: Alexander Karim, Kristine Kujath Thorp, Alma Pöysti                                                                | Drama, Thriller              | [ 183 ]               |
| A P R I L             | 4                     | September 5                                                     | Tyskland                                      | Regi: Tim Fehlbaum; Med: Peter Sarsgaard, John Magaro, Ben Chaplin, Leonie Benesch                                                            | Drama                        | [ 184 ] [ 185 ]       |
| A P R I L             | 11                    | Aleque & Issay                                                  | Sverige                                       | Regi: Tora Mkandawire Mårtens; Med: | Dokumentär                   | [ 186 ]               |
| A P R I L             | 11                    | The Amateur                                                     | USA                                           | Regi: James Hawes; Med: Rami Malek, Rachel Brosnahan, Caitríona Balfe, Jon Bernthal                                                           | Action, Thriller             | [ 187 ] [ 188 ]       |
| A P R I L             | 11                    | Drop                                                            | USA                                           | Regi: Christopher Landon; Med: Meghann Fahy, Brandon Sklenar, Jeffery Self                                                                    | Thriller                     | [ 189 ] [ 190 ]       |
| A P R I L             | 11                    | Hard Truths                                                     | Storbritannien · Spanien                      | Regi: Mike Leigh; Med: Marianne Jean-Baptiste, Michele Austin, Sophia Brown                                                                   | Drama, Komedi                | [ 191 ] [ 192 ]       |
| A P R I L             | 11                    | Legacy                                                          | Sverige                                       | Regi: Manal Masri; Med: | Dokumentär                   | [ 193 ]               |
| A P R I L             | 11                    | Semitjov – Drömmen om en bättre värld                           | Sverige                                       | Regi: Micke Engström; Med: Eugen Semitjov, Stina Ekblad                                                                                       | Dokumentär                   | [ 194 ]               |
| A P R I L             | 16                    | Sinners                                                         | USA                                           | Regi: Ryan Coogler; Med: Michael B. Jordan, Jack O'Connell, Hailee Steinfeld                                                                  | Drama, Skräck                | [ 195 ] [ 196 ]       |
| A P R I L             | 17                    | My Love Will Make You Disappear                                 | Filippinerna                                  | Regi: Chad V. Vidanes; Med: Kim Chiu, Paulo Avelino                                                                                           | Romantik, Komedi             | [ 197 ]               |
| A P R I L             | 17                    | Neil Young: Coastal                                             | USA                                           | Regi: Daryl Hannah; Med: Neil Young | Dokumentär, Musik            | [ 198 ]               |
| A P R I L             | 18                    | Kensukes rike                                                   | Storbritannien                                | Regi: Neil Boyle & Kirk Hendry; Med: Aaron MacGregor, Sally Hawkins, Cillian Murphy, Ken Watanabe, Raffey Cassidy                             | Animerad, Äventyr            | [ 199 ]               |
| A P R I L             | 18                    | Kesari 2                                                        | Indien                                        | Regi: Karan Singh Tyagi; Med: Akshay Kumar, R. Madhavan, Ananya Panday                                                                        | Drama, Biografi              | [ 200 ]               |
| A P R I L             | 18                    | La Cocina – Aptit på livet                                      | Mexiko                                        | Regi: Alonso Ruizpalacios; Med: Rooney Mara, Raúl Briones, Eduardo Olmos                                                                      | Drama                        | [ 201 ] [ 202 ]       |
| A P R I L             | 18                    | När ljuset bryts                                                | Island · Nederländerna · Kroatien · Frankrike | Regi: Rúnar Rúnarsson; Med: Elín Hall | Drama                        | [ 203 ]               |
| A P R I L             | 18                    | The Penguin Lessons                                             | Storbritannien · Spanien                      | Regi: Peter Cattaneo; Med: Steve Coogan, Jonathan Pryce, Björn Gustafsson                                                                     | Drama, Komedi                | [ 204 ]               |
| A P R I L             | 25                    | Dialogpolisen                                                   | Sverige                                       | Regi: Susanna Edwards; Med: | Dokumentär                   | [ 205 ]               |
| A P R I L             | 25                    | Gröna linjen                                                    | Sverige                                       | Regi: Andreas Bjunér; Med: | Dokumentär                   | [ 206 ]               |
| A P R I L             | 25                    | Imperiet                                                        | Frankrike                                     | Regi: Bruno Dumont; Med: Lyna Khoudri, Anamaria Vartolomei, Camille Cottin, Fabrice Luchini                                                   | Äventyr, Drama, Sci-fi       | [ 207 ] [ 208 ]       |
| A P R I L             | 25                    | Ne Zha 2                                                        | Kina                                          | Regi: Jiaozi; Med: Lü Yanting, Han Mo, Lü Qi                                                                                                  | Animerad, Action, Äventyr    | [ 209 ]               |
| A P R I L             | 25                    | Orenda                                                          | Norge · Sverige                               | Regi: Pirjo Honkasalo; Med: Alma Pöysti, Pirkko Saisio                                                                                        | Drama, Thriller              | [ 210 ] [ 211 ]       |
| A P R I L             | 25                    | Until Dawn                                                      | USA                                           | Regi: David F. Sandberg; Med: Ella Rubin, Michael Cimino, Odessa A'zion, Belmont Cameli                                                       | Action, Äventyr, Skräck      | [ 212 ] [ 213 ]       |
| A P R I L             | 30                    | Thunderbolts*                                                   | USA                                           | Regi: Jake Schreier; Med: Wyatt Russell, Florence Pugh, Sebastian Stan, David Harbour, Julia Louis-Dreyfus, Olga Kurylenko, Harrison Ford     | Action, Äventyr, Sci-Fi      | [ 214 ] [ 215 ]       |
| M A J                 | 2                     | Black Dog                                                       | Kina                                          | Regi: Guan Hu; Med: Eddie Peng, Tong Liya | Drama                        | [ 216 ]               |
| M A J                 | 2                     | Bob Trevino Likes It                                            | USA                                           | Regi: Tracie Laymon; Med: Barbie Ferreira, John Leguizamo, French Stewart, Rachel Bay Jones                                                   | Drama, Komedi                | [ 217 ] [ 218 ]       |
| M A J                 | 2                     | I huvudet på Blanche Houellebecq                                | Frankrike                                     | Regi: Guillaume Nicloux; Med: Michel Houellebecq, Blanche Gardin                                                                              | Komedi                       | [ 219 ] [ 220 ]       |
| M A J                 | 2                     | Rörelser                                                        | Sverige · Finland                             | Regi: Jon Blåhed; Med: Jakob Öhrman, Jessica Grabowsky, Anton Raukola, Alma Pöysti                                                            | Historie, Drama              | [ 221 ]               |
| M A J                 | 2                     | Unanimal                                                        | Sverige                                       | Regi: Tuva Björk & Sally Jacobson; Med: | Dokumentär                   | [ 222 ]               |
| M A J                 | 2                     | Warfare                                                         | Storbritannien · USA                          | Regi: Ray Mendoza & Alex Garland; Med: D'Pharaoh Woon-A-Tai, Will Poulter, Cosmo Jarvis, Joseph Quinn                                         | Krig, Action                 | [ 223 ]               |
| M A J                 | 8                     | OCEAN with David Attenborough                                   | Storbritannien                                | Regi: Colin Butfield, Toby Nowlan, Keith Scholey; Med: David Attenborough                                                                     | Dokumentär                   | [ 224 ]               |
| M A J                 | 9                     | Abir Gulaal                                                     | Indien                                        | Regi: Aarti S. Bagdi; Med: Fawad Khan, Vaani Kapoor                                                                                           | Romantik, Komedi             | [ 225 ]               |
| M A J                 | 9                     | Death of a Unicorn                                              | USA                                           | Regi: Alex Scharfman; Med: Paul Rudd, Jenna Ortega, Richard E. Grant, Téa Leoni, Will Poulter                                                 | Thriller, Skräck             | [ 226 ]               |
| M A J                 | 14                    | ATEEZ World Tour (Towords the Light : Will to Power) in Cinemas | Sydkorea                                      | Regi: Yoondong Oh, Play Company, Jisoo Lim; Med: ATEEZ                                                                                        | Musik                        | [ 227 ] [ 228 ]       |
| M A J                 | 14                    | Final Destination: Bloodlines                                   | USA                                           | Regi: Zach Lipovsky; Med: Tony Todd, Brec Bassinger                                                                                           | Skräck                       | [ 229 ] [ 230 ]       |
| M A J                 | 16                    | Bhool Chuk Maf                                                  | Indien                                        | Regi: Karan Sharma; Med: Rajkummar Rao, Wamiqa Gabbi                                                                                          | Komedi, Romantik             | [ 231 ] [ 228 ]       |
| M A J                 | 16                    | Hurry Up Tomorrow                                               | USA                                           | Regi: Trey Edward Shults; Med: Abel Tesfaye, Jenna Ortega, Barry Keoghan, Gabby Barrett, Charli D'Amelio                                      | Musikal, Thriller            | [ 232 ] [ 233 ]       |
| M A J                 | 16                    | The Legend of Ochi                                              | USA                                           | Regi: Isaiah Saxon; Med: Helena Zengel, Finn Wolfhard, Emily Watson, Willem Dafoe                                                             | Äventyr, Fantasy, Familj     | [ 234 ] [ 228 ]       |
| M A J                 | 16                    | One to One: John & Yoko                                         | Storbritannien · USA                          | Regi: Kevin Macdonald & Sam Rice-Edwards; Med:                                                                                                | Biografi, Dokumentär         | [ 235 ] [ 228 ]       |
| M A J                 | 16                    | Uppskjuten tid                                                  | Frankrike                                     | Regi: Olivier Assayas; Med: Vincent Macaigne, Micha Lescot, Nine d'Urso, Nora Hamzawi, Dominique Reymond                                      | Drama, Komedi                | [ 236 ] [ 228 ]       |
| M A J                 | 21                    | Mission: Impossible – The Final Reckoning                       | USA                                           | Regi: Christopher McQuarrie; Med: Tom Cruise, Hayley Atwell, Rebecca Ferguson, Simon Pegg, Vanessa Kirby, Ving Rhames                         | Action, Thriller, Äventyr    | [ 237 ] [ 238 ]       |
| M A J                 | 21                    | Lilo & Stitch                                                   | USA                                           | Regi: Dean Fleischer Camp; Med: Chris Sanders, Maia Kealoha, Tia Carrere, Zach Galifianakis                                                   | Äventyr, Komedi, Fantasy     | [ 239 ] [ 240 ]       |
| M A J                 | 23                    | Det andra offret                                                | Danmark                                       | Regi: Zinnini Elkington; Med: Özlem Saglanmak, Trine Dyrholm, Mathilde Arcel F., Iman Meskini                                                 | Drama                        | [ 241 ] [ 228 ]       |
| M A J                 | 23                    | Det här är min mamma                                            | Frankrike                                     | Regi: Julien Carpentier; Med: Agnès Jaoui, William Lebghil, Salif Cissé                                                                       | Drama, Komedi                | [ 242 ] [ 228 ]       |
| M A J                 | 29                    | Karate Kid: Legends                                             | USA                                           | Regi: Jonathan Entwistle; Med: Ralph Macchio, Jackie Chan                                                                                     | Action, Drama, Sport         | [ 243 ] [ 244 ]       |
| M A J                 | 30                    | Detective Kien: The Headless Horror                             | Vietnam                                       | Regi: Victor Vu; Med: Quoc Huy, Dinh Ngoc Diep, Tran Quoc Anh                                                                                 | Skräck                       | [ 245 ]               |
| M A J                 | 30                    | Greta träffar bebisen                                           | Storbritannien                                | Regi: Gretchen Mallorie; Med: | Animerad, Familj             | [ 246 ] [ 228 ]       |
| M A J                 | 30                    | The Phoenician Scheme                                           | USA · Tyskland                                | Regi: Wes Anderson; Med: Scarlett Johansson, Tom Hanks, Bill Murray, Rupert Friend, Bryan Cranston, Benedict Cumberbatch, Benicio del Toro    | Drama, Komedi, Thriller      | [ 247 ] [ 228 ]       |
| J U N I               | 4                     | From the World of John Wick: Ballerina                          | USA                                           | Regi: Len Wiseman; Med: Anjelica Huston, Norman Reedus, Ana de Armas                                                                          | Action, Thriller             | [ 248 ] [ 249 ]       |
| J U N I               | 5                     | Restart                                                         | Egypten                                       | Regi: Sarah Wafiq; Med: Hana Al Zahed, Tamer Hosny, Mohamed Tharwat                                                                           | Komedi, Romantik             | [ 250 ]               |
| J U N I               | 5                     | Thug Life                                                       | Indien                                        | Regi: Mani Ratnam; Med: Kamal Haasan, Silambarasan, Trisha Krishnan                                                                           | Action, Drama                | [ 251 ]               |
| J U N I               | 6                     | Housefull 5                                                     | Indien                                        | Regi: Tarun Mansukhani; Med: Akshay Kumar, Jacqueline Fernandez, Sanjay Dutt                                                                  | Komedi, Thriller             | [ 252 ]               |
| J U N I               | 6                     | Mr. Nobody Against Putin                                        | Danmark · Tjeckien                            | Regi: David Borenstein, Pavel Ilyich Talankin; Med:                                                                                           | Dokumentär                   | [ 253 ]               |
| J U N I               | 6                     | Young Hearts                                                    | Belgien                                       | Regi: Anthony Schatteman; Med: Lou Goossens, Marius De Saeger, Geert Van Rampelberg, Emilie De Roo                                            | Drama, Familj                | [ 254 ] [ 255 ]       |
| J U N I               | 11                    | Dangerous Animals                                               | Australien                                    | Regi: Sean Byrne; Med: Hassie Harrison, Jai Courtney, Josh Heuston                                                                            | Skräck, Thriller             | [ 256 ]               |
| J U N I               | 12                    | Draktränaren                                                    | USA                                           | Regi: Dean DeBlois; Med: Mason Thames, Nico Parker, Gerard Butler                                                                             | Action, Äventyr, Fantasy     | [ 257 ] [ 258 ]       |
| J U N I               | 13                    | The Ugly Stepsister                                             | Norge · Polen · Sverige · Danmark             | Regi: Emilie Blichfeldt; Med: Lea Myren, Isac Calmroth, Thea Sofie Loch Næss, Adam Lundgren, Malte Gårdinger                                  | Skräck, Komedi               | [ 259 ]               |
| J U N I               | 14                    | Vanvaas                                                         | Indien                                        | Regi: Anil Sharma; Med: Nana Patekar, Rajpal Naurang Yadav, Sunil Sirvaiya                                                                    | Drama                        | [ 260 ]               |
| J U N I               | 18                    | 28 Years Later                                                  | Storbritannien · USA                          | Regi: Danny Boyle; Med: Jodie Comer, Aaron Taylor-Johnson, Jack O'Connell, Edvin Ryding                                                       | Skräck, Thriller             | [ 261 ]               |
| J U N I               | 19                    | Project X                                                       | Egypten                                       | Regi: Peter Mimi; Med: Karim Abdel Aziz, Ahmed Ghozzi, Hana Al Zahed                                                                          | Skräck, Thriller             | [ 262 ]               |
| J U N I               | 20                    | Sitare Zameen Par                                               | Indien                                        | Regi: R.S. Prasanna; Med: Rahul Kohli, Aamir Khan, Tiger Shroff                                                                               | Sport, Komedi, Drama         | [ 263 ]               |
| J U N I               | 25                    | Elio                                                            | USA                                           | Regi: Adrian Molina; Med: Yonas Kibreab, America Ferrera                                                                                      | Animerad, Äventyr, Fantasy   | [ 264 ] [ 265 ]       |
| J U N I               | 25                    | F1                                                              | USA                                           | Regi: Joseph Kosinski; Med: Brad Pitt, Damson Idris, Javier Bardem, Kerry Condon                                                              | Drama, Sport                 | [ 266 ] [ 267 ]       |
| J U N I               | 27                    | Historien om Jim                                                | Frankrike                                     | Regi: Arnaud Larrieu & Jean-Marie Larrieu; Med: Karim Leklou, Laetitia Dosch, Sara Giraudeau                                                  | Drama, Komedi                | [ 268 ]               |
| J U N I               | 27                    | M3GAN 2.0                                                       | USA                                           | Regi: Gerard Johnstone; Med: Allison Williams, Violet McGraw                                                                                  | Skräck, Thriller, Sci-Fi     | [ 269 ] [ 270 ]       |
| J U N I               | 27                    | Miley Cyrus: Something Beautiful                                | USA                                           | Regi: Miley Cyrus, Jacob Bixenman, Brendan Walter; Med: Miley Cyrus, Maxx Morando, Brittany Howard, Naomi Campbell                            | Musik                        | [ 271 ]               |
| J U L I               | 2                     | Jurassic World Rebirth                                          | USA                                           | Regi: David Leitch; Med: Scarlett Johansson, Jonathan Bailey, Manuel Garcia-Rulfo, Mahershala Ali, Rupert Friend                              | Action, Äventyr, Sci-Fi      | [ 272 ] [ 273 ]       |
| J U L I               | 4                     | Black Tea                                                       | Frankrike                                     | Regi: Abderrahmane Sissako; Med: Nina Melo, Han Chang, Ke-Xi Wu, Michael Chang                                                                | Drama, Romantik              | [ 274 ] [ 275 ]       |
| J U L I               | 4                     | Emma & Totte: Min första vän                                    | Danmark · Sverige                             | Regi: Mia Fridthjof; Med: Smilla Fridthjof, Bastian Lykke Raben, Bodil Jørgensen                                                              | Animerad, Familj             | [ 276 ]               |
| J U L I               | 11                    | A Samurai in Time                                               | Japan                                         | Regi: Junichi Yasuda; Med: Makiya Yamaguchi, Norimasa Fuke, Yuno Sakura                                                                       | Action, Komedi               | [ 277 ]               |
| J U L I               | 11                    | Superman                                                        | USA                                           | Regi: James Gunn; Med: David Corenswet, Rachel Brosnahan, Nicholas Hoult                                                                      | Action, Fantasy, Sci-Fi      | [ 278 ] [ 279 ]       |
| J U L I               | 16                    | Smurfar                                                         | USA                                           | Regi: Chris Miller; Med: Hannah Waddingham, John Goodman, Kurt Russell, Nick Offerman                                                         | Animerad, Äventyr, Familj    | [ 280 ] [ 281 ]       |
| J U L I               | 18                    | I Know What You Did Last Summer                                 | USA                                           | Regi: Jennifer Kaytin Robinson; Med: Jennifer Love Hewitt, Madelyn Cline, Freddie Prinze Jr., Jonah Hauer-King                                | Skräck, Thriller             | [ 282 ] [ 283 ]       |
| J U L I               | 23                    | The Fantastic Four: First Steps                                 | USA                                           | Regi: Matt Shakman; Med: Pedro Pascal, Vanessa Kirby, Joseph Quinn, Ebon Moss-Bachrach                                                        | Action, Äventyr, Sci-Fi      | [ 284 ] [ 285 ]       |
| J U L I               | 25                    | Bambi: The Reckoning                                            | Storbritannien                                | Regi: Dan Allen; Med: Roxanne McKee, Nicola Wright, Samira Mighty, Tom Mulheron                                                               | Skräck, Thriller             | [ 286 ]               |
| J U L I               | 25                    | Son of Sardaar 2                                                | Indien                                        | Regi: Vijay Kumar Arora; Med: Ajay Devgn, Mrunal Thakur, Ravi Kishan, Neeru Bajwa, Mukul Dev                                                  | Komedi                       | [ 287 ]               |
| J U L I               | 30                    | BTS Army: Forever We Are Young                                  | USA · Sydkorea                                | Regi: Patty Ahn & Grace Lee; Med: | Dokumentär                   | [ 288 ]               |
| A U G U S T I         | 1                     | Bring Her Back                                                  | Australien                                    | Regi: Danny Philippou & Michael Philippou; Med: Sally Hawkins, Billy Barratt                                                                  | Skräck                       | [ 289 ]               |
| A U G U S T I         | 1                     | Dhadak 2                                                        | Indien                                        | Regi: Shazia Iqbal; Med: Tripti Dimri, Siddhant Chaturvedi, Vipin Sharma, Deeksha Joshi, Manjiri Pupala                                       | Drama, Romantik              | [ 290 ]               |
| A U G U S T I         | 1                     | Motel Destino                                                   | Brasilien · Frankrike · Tyskland              | Regi: Pierre Perifel; Med: Sam Rockwell, Awkwafina, Zazie Beetz, Marc Maron                                                                   | Thriller, Erotik             | [ 291 ]               |
| A U G U S T I         | 1                     | The Naked Gun                                                   | USA                                           | Regi: Akiva Schaffer; Med: Liam Neeson, Paul Walter Hauser, Kevin Durand, Pamela Anderson                                                     | Action, Komedi               | [ 292 ]               |
| A U G U S T I         | 1                     | Tuffa gänget 2                                                  | USA                                           | Regi: Pierre Perifel; Med: Sam Rockwell, Awkwafina, Zazie Beetz, Marc Maron                                                                   | Animerad, Action, Äventyr    | [ 293 ] [ 294 ]       |
| A U G U S T I         | 7                     | Stans                                                           | USA                                           | Regi: Steven Leckart; Med: Eminem | Dokumentär, Musik            | [ 295 ]               |
| A U G U S T I         | 8                     | Eddington                                                       | USA                                           | Regi: Ari Aster; Med: Pedro Pascal, Joaquin Phoenix, Emma Stone, Austin Butler                                                                | Drama, Western, Skräck       | [ 296 ] [ 297 ]       |
| A U G U S T I         | 8                     | Freakier Friday                                                 | USA                                           | Regi: Nisha Ganatra; Med: Jamie Lee Curtis, Lindsay Lohan, Chad Michael Murray, Mark Harmon                                                   | Familj, Fantasy, Komedi      | [ 298 ] [ 299 ]       |
| A U G U S T I         | 8                     | Munken och geväret                                              | Bhutan · Taiwan · Frankrike · USA · Hongkong  | Regi: Pawo Choyning Dorji; Med: Tandin Wangchuk, Harry Einhorn, Tandin Phubz, Tandin Sonam                                                    | Drama                        | [ 300 ]               |
| A U G U S T I         | 8                     | Saiyaara                                                        | Indien                                        | Regi: Mohit Suri; Med: Ahaan Panday, Aneet Padda                                                                                              | Romantik                     | [ 301 ] [ 302 ]       |
| A U G U S T I         | 8                     | Weapons                                                         | USA                                           | Regi: Zach Cregger; Med: Julia Garner, Josh Brolin, June Diane Raphael, Benedict Wong                                                         | Skräck, Mysterie             | [ 303 ]               |
| A U G U S T I         | 14                    | Coolie                                                          | Indien                                        | Regi: Lokesh Kanagaraj; Med: Aamir Khan, Rajinikanth, Pooja Hegde                                                                             | Action, Drama                | [ 304 ]               |
| A U G U S T I         | 14                    | War 2                                                           | Indien                                        | Regi: Ayan Mukerji; Med: Hrithik Roshan, Kiara Advani                                                                                         | Action, Drama, Thriller      | [ 305 ]               |
| A U G U S T I         | 15                    | Det svänger om Noas ark                                         | Portugal                                      | Regi: Alois Di Leo, Sergio Machado; Med: Rodrigo Santoro, Alice Braga                                                                         | Animerad, Äventyr, Familj    | [ 306 ]               |
| A U G U S T I         | 15                    | Julies tystnad                                                  | Belgien · Sverige                             | Regi: Leonardo Van Dijl; Med: Tessa Van den Broeck, Grace Biot, Alyssa Lorette                                                                | Drama                        | [ 307 ]               |
| A U G U S T I         | 15                    | Materialists                                                    | USA                                           | Regi: Celine Song; Med: Dakota Johnson, Chris Evans, Pedro Pascal, Marin Ireland                                                              | Romantik, Komedi             | [ 308 ]               |
| A U G U S T I         | 15                    | Nobody 2                                                        | USA                                           | Regi: Timo Tjahjanto; Med: Connie Nielsen, Sharon Stone, Bob Odenkirk, Christopher Lloyd, Colin Hanks                                         | Action, Thriller             | [ 309 ]               |
| A U G U S T I         | 22                    | The Dog                                                         | Sverige                                       | Regi: Baker Karim; Med: Alexander Karim, Caroline Muthoni, Robert Agengo, Lorna Lemi, Caroline Midimo                                         | Drama, Thriller              | [ 310 ]               |
| A U G U S T I         | 22                    | En bekant beröring                                              | USA                                           | Regi: Sarah Friedland; Med: Kathleen Chalfant, H. Jon Benjamin, Rafael Hernandez                                                              | Drama                        | [ 311 ]               |
| A U G U S T I         | 22                    | Jane Austen förstörde mitt liv                                  | Frankrike                                     | Regi: Laura Piani; Med: Camille Rutherford, Pablo Pauly, Charlie Anson                                                                        | Romantik, Komedi             | [ 312 ]               |
| A U G U S T I         | 22                    | Kevlarsjäl                                                      | Sverige                                       | Regi: Maria Eriksson-Hecht; Med: Adja Sise Stensson, Jonay Pineda Skallak, Rio Svensson, Torkel Petersson                                     | Drama                        | [ 313 ]               |
| A U G U S T I         | 22                    | Together                                                        | Australien · USA                              | Regi: Michael Shanks; Med: Alison Brie, Dave Franco, Damon Herriman                                                                           | Skräck                       | [ 314 ]               |
| A U G U S T I         | 25                    | Vår gröna dröm                                                  | Sverige                                       | Regi: Mikael Wiström; Med: | Dokumentär                   | [ 315 ] [ 316 ]       |
| A U G U S T I         | 29                    | Bridgespelerskorna                                              | Sverige                                       | Regi: Alberto Herskovits & Bengt Bok; Med: | Dokumentär                   | [ 317 ] [ 318 ]       |
| A U G U S T I         | 29                    | Caught Stealing                                                 | USA                                           | Regi: Darren Aronofsky; Med: Vincent D'Onofrio, Austin Butler, Zoë Kravitz, Liev Schreiber, Matt Smith                                        | Kriminal, Thriller           | [ 319 ]               |
| A U G U S T I         | 29                    | Det är något som inte stämmer                                   | Sverige                                       | Regi: Martina Haag; Med: Alexandra Rapaport, Gustaf Hammarsten, Ella Hammarsten Liedberg, Shanti Roney, Adrian Macéus                         | Drama, Komedi                | [ 320 ] [ 321 ]       |
| A U G U S T I         | 29                    | Dongji Rescue                                                   | Kina                                          | Regi: Guan Hu & Fei Zhenxiang; Med: Zhu Yilong, Wu Lei, Yang Haoyu, Chen Minghao, William Franklyn-Miller                                     | Krig, Action                 | [ 322 ]               |
| A U G U S T I         | 29                    | Nunnan – 25 år i kloster                                        | Sverige                                       | Regi: Maud Nycander; Med: Maria av Bebådelsen                                                                                                 | Dokumentär                   | [ 323 ] [ 324 ]       |
| A U G U S T I         | 29                    | Param Sundari                                                   | Indien                                        | Regi: Tushar Jalota; Med: Siddharth Malhotra, Jahnvi Kapoor                                                                                   | Romantik                     | [ 325 ]               |
| A U G U S T I         | 29                    | På vilket språk drömmer du?                                     | Frankrike · Tyskland · Belgien                | Regi: Claire Burger; Med: Lilith Grasmug, Josefa Heinsius, Nina Hoss, Chiara Mastroianni                                                      | Drama, Romantik              | [ 326 ]               |
| A U G U S T I         | 29                    | The Roses                                                       | Storbritannien · USA                          | Regi: Jay Roach; Med: Benedict Cumberbatch, Olivia Colman, Andy Samberg, Allison Janney                                                       | Komedi                       | [ 327 ]               |
| A U G U S T I         | 29                    | The Toxic Avenger                                               | USA                                           | Regi: Peter Dinklage, Jacob Tremblay, Taylour Paige, Luisa Guerreiro, Kevin Bacon, Elijah Wood                                                | Skräck, Komedi               | [ 328 ]               |
| S E P T E M B E       | 3                     | Filmen om Siw                                                   | Sverige                                       | Regi: Stina Gardell; Med: Siw Malmkvist | Biografi, Dokumentär         | [ 329 ] [ 330 ]       |
| S E P T E M B E       | 5                     | Baaghi 4                                                        | Indien                                        | Regi: A. Harsha; Med: Tiger Shroff, Sanjay Dutt, Sonam Bajwa, Harnaaz Sandhu                                                                  | Action, Drama, Thriller      | [ 331 ]               |
| S E P T E M B E       | 5                     | The Conjuring: Last Rites                                       | USA                                           | Regi: Michael Chaves; Med: Vera Farmiga, Patrick Wilson, Ben Hardy                                                                            | Skräck, Thriller             | [ 332 ]               |
| S E P T E M B E       | 5                     | Köln 75                                                         | Tyskland · Polen · Belgien                    | Regi: Ido Fluk; Med: Mala Emde, John Magaro, Michael Chernus                                                                                  | Musik, Drama                 | [ 333 ]               |
| S E P T E M B E       | 5                     | Min kära tjuv                                                   | Frankrike                                     | Regi: Robert Guédiguian; Med: Ariane Ascaride, Jean-Pierre Darroussin, Gérard Meylan                                                          | Drama                        | [ 334 ] [ 335 ]       |
| S E P T E M B E       | 5                     | Tre vänninor                                                    | Frankrike                                     | Regi: Emmanuel Mouret; Med: Camille Cottin, Sara Forestier, India Hair                                                                        | Drama, Romantik, Komedi      | [ 336 ]               |
| S E P T E M B E       | 12                    | Demon Slayer: Kimetsu no Yaiba Infinity Castle                  | Japan                                         | Regi: Haruo Sotozaki; Med: | Animerad, Action, Äventyr    | [ 337 ] [ 338 ]       |
| S E P T E M B E       | 12                    | Downton Abbey: The Grand Finale                                 | Storbritannien · USA                          | Regi: Simon Curtis; Med: Michelle Dockery, Joely Richardson, Paul Giamatti, Dominic West                                                      | Drama, Romantik              | [ 339 ] [ 340 ]       |
| S E P T E M B E       | 19                    | The Life of Chuck                                               | USA                                           | Regi: Mike Flanagan; Med: Tom Hiddleston, Chiwetel Ejiofor, Karen Gillan, Jacob Tremblay, Mark Hamill                                         | Drama                        | [ 341 ]               |
| S E P T E M B E       | 19                    | Him                                                             | USA                                           | Regi: Justin Tipping; Med: Marlon Wayans, Tyriq Withers                                                                                       | Skräck, Sport                | [ 342 ]               |
| S E P T E M B E       | 26                    | Gaucho Gaucho                                                   | USA · Argentina                               | Regi: Michael Dweck & Gregory Kershaw; Med:                                                                                                   | Dokumentär                   | [ 343 ]               |
| S E P T E M B E       | 26                    | Sentimental Value                                               | Norge                                         | Regi: Joachim Trier; Med: Renate Reinsve, Stellan Skarsgård, Elle Fanning, Cory Michael Smith                                                 | Drama, Komedi                | [ 344 ] [ 345 ]       |
| O K T O B E R         | 3                     | The Dance Club                                                  | Sverige                                       | Regi: Lisa Langseth; Med: Nils Wetterholm, Alva Bratt, Pernilla August, Julia Franzén                                                         | Romantik, Komedi             | [ 346 ] [ 347 ]       |
| O K T O B E R         | 3                     | Grand Prix – Tassarna på gasen                                  | Storbritannien · Tyskland                     | Regi: Waldemar Fast; Med: Thomas Brodie-Sangster, Gemma Arterton, Hayley Atwell, Lenny Henry                                                  | Animerad, Komedi, Action     | [ 348 ] [ 349 ]       |
| O K T O B E R         | 10                    | I huvudet på Bo                                                 | Sverige                                       | Regi: Jon Asp & Mattias Nohrborg; Med: Bo Widerberg                                                                                           | Dokumentär                   | [ 350 ] [ 351 ]       |
| O K T O B E R         | 10                    | Tron: Ares                                                      | USA                                           | Regi: Joachim Rønning; Med: Jared Leto, Evan Peters, Jodie Turner-Smith, Greta Lee                                                            | Action, Äventyr, Sci-Fi      | [ 352 ] [ 353 ]       |
| O K T O B E R         | 17                    | The Black Phone 2                                               | USA                                           | Regi: Scott Derrickson; Med: Ethan Hawke, Jeremy Davies, Mason Thames, Madeleine McGraw                                                       | Skräck, Thriller, Mysterie   | [ 354 ] [ 355 ]       |
| O K T O B E R         | 17                    | Drömmar                                                         | Norge                                         | Regi: Dag Johan Haugerud; Med: Ella Øverbye, Selome Emnetu, Anne Marit Jacobsen, Ane Dahl Torp, Andrine Sæther                                | Drama, Komedi, Romantik      | [ 356 ]               |
| O K T O B E R         | 17                    | The Smashing Machine                                            | USA                                           | Regi: Benny Safdie; Med: Dwayne Johnson, Emily Blunt, Oleksandr Usyk, Bas Rutten, Ryan Bader, Satoshi Ishii                                   | Biografi, Sport, Drama       | [ 357 ]               |
| O K T O B E R         | 24                    | Bert sabbar allt                                                | Sverige                                       | Regi: Manuel Concha; Med: Axel Adelöw, Matilda Gross, Josefin Neldén, Klas Eriksson                                                           | Komedi, Romantik, Familj     | [ 358 ]               |
| O K T O B E R         | 24                    | Gabby's Dollhouse: The Movie                                    | USA                                           | Regi: Ryan Crego; Med: Laila Lockhart Kraner                                                                                                  | Animerad, Äventyr, Familj    | [ 359 ]               |
| O K T O B E R         | 24                    | Hemmet                                                          | Sverige                                       | Regi: Mattias Johansson Skoglund; Med: Philip Oros, Anki Lidén, Gizem Erdogan, Lily Wahlsteen                                                 | Skräck                       | [ 360 ]               |
| O K T O B E R         | 24                    | Mortal Kombat 2                                                 | USA                                           | Regi: Simon McQuoid; Med: Lewis Tan, Karl Urban, Jessica McNamee, Adeline Rudolph                                                             | Action, Sci-Fi, Fantasy      | [ 361 ] [ 362 ]       |
| O K T O B E R         | 24                    | Vi dör i natt                                                   | Sverige                                       | Regi: Richard Holm; Med: Amanda Lindh, Christian Magdu, Emil Almén, Clara Christiansson Drake, Kristoffer Joner, Ia Langhammer                | Action, Thriller             | [ 363 ] [ 364 ]       |
| N O V E M B E R       | 7                     | Bugonia                                                         | USA                                           | Regi: Giorgos Lanthimos; Med: Emma Stone, Jesse Plemons                                                                                       | Sci-Fi, Komedi               | [ 365 ] [ 366 ]       |
| N O V E M B E R       | 7                     | The Running Man                                                 | USA                                           | Regi: Edgar Wright; Med: Glen Powell, Katy O'Brian, Karl Glusman, Josh Brolin                                                                 | Sci-Fi, Action               | [ 367 ] [ 368 ]       |
| N O V E M B E R       | 14                    | Eagles of the Republic                                          | Sverige                                       | Regi: Tarik Saleh; Med: Fares Fares, Lyna Khoudri                                                                                             | Drama                        | [ 369 ]               |
| N O V E M B E R       | 14                    | Klimatet i terapi                                               | Sverige                                       | Regi: Nathan Grossman & Olof Berglind; Med:                                                                                                   | Dokumentär                   | [ 370 ] [ 371 ]       |
| N O V E M B E R       | 14                    | Now You See Me: Now You Don't                                   | USA                                           | Regi: Ruben Fleischer; Med: Jesse Eisenberg, Woody Harrelson, Dave Franco, Isla Fisher                                                        | Action, Komedi, Thriller     | [ 372 ] [ 373 ]       |
| N O V E M B E R       | 26                    | Wicked: For Good                                                | USA                                           | Regi: Jon M. Chu; Med: Cynthia Erivo, Ariana Grande, Jeff Goldblum                                                                            | Drama, Musikal, Fantasy      | [ 374 ] [ 375 ]       |
| N O V E M B E R       | 26                    | Zootropolis 2                                                   | USA                                           | Regi: Byron Howard & Rich Moore; Med: Jason Bateman, Ginnifer Goodwin                                                                         | Animerad, Äventyr, Fantasy   | [ 376 ] [ 377 ]       |
| D E C E M B E R       | 5                     | Five Nights at Freddy's 2                                       | USA                                           | Regi: Emma Tammi; Med: Josh Hutcherson, Elizabeth Lail, Matthew Lillard                                                                       | Skräck, Thriller, Mysterie   | [ 378 ] [ 379 ]       |
| D E C E M B E R       | 19                    | Avatar: Fire and Ash                                            | USA                                           | Regi: James Cameron; Med: Zoë Saldaña, Sam Worthington, Michelle Yeoh, Stephen Lang, Oona Castilla Chaplin, Sigourney Weaver, Giovanni Ribisi | Action, Äventyr, Fantasy     | [ 380 ] [ 381 ]       |
| D E C E M B E R       | 19                    | Bamse och havets hemlighet                                      | USA                                           | Regi: Christian Ryltenius; Med: Rolf Lassgård, Johan Glans, Johan Ulveson, Johan Rabaeus, Rachel Mohlin                                       | Animerad, Äventyr, Familj    | [ 382 ] [ 383 ]       |
| D E C E M B E R       | 25                    | Handbok för superhjältar                                        | Sverige                                       | Regi: Patrik Forsberg; Med: Elle Kari Bergenrud, Toussaint ”Tusse” Chiza, Malte Gårdinger, Adam Kais, Robert Gustafsson                       | Animerad, Barn               | [ 384 ] [ 385 ]       |
| D E C E M B E R       | 25                    | Håkan Bråkan 003                                                | Sverige                                       | Regi: Ted Kjellsson; Med: Silas Strand, Sissela Benn, Fredrik Hallgren, Yussra El Abdouni, Mario Mustafa                                      | Familj, Äventyr, Komedi      | [ 386 ] [ 387 ]       |
| D E C E M B E R       | 25                    | Regnmannen                                                      | Sverige                                       | Regi: Hannes Holm; Med: Robert Gustafsson, Jonas Karlsson, Emelia Sallhag, Karin Lithman                                                      | Drama                        | [ 388 ] [ 389 ]       |

## Avlidna
- 30 maj – Loretta Swit, 87, amerikansk skådespelare.[390]

### Fotnoter
1. ↑  Kimberly Nordyke (2 april 2024). ”CBS, Golden Globes Set Nominations, Ceremony Dates for 2025 (Exclusive)” (på amerikansk engelska). The Hollywood Reporter. https://www.hollywoodreporter.com/movies/movie-news/golden-globes-2025-date-ceremony-nominations-announcement-1235863772/. Läst 29 januari 2025.
2. ↑  ”Guldbaggen 2025 - här är årets alla nomineringar”. MovieZine. https://www.moviezine.se/nyheter/guldbaggen-2025-arets-nomineringar. Läst 29 januari 2025.
3. ↑  ”Följ Göteborgs filmfestival online - här är 3 höjdpunkter du inte vill missa”. MovieZine. https://www.moviezine.se/nyheter/folj-goteborgs-filmfestival-online. Läst 29 januari 2025.
4. ↑  ”Sundance Film Festival unveils 2025 line-up” (på engelska). Screen. https://www.screendaily.com/news/sundance-film-festival-unveils-2025-line-up/5200003.article. Läst 29 januari 2025.
5. ↑  Rick Porter (10 oktober 2024). ”Critics Choice Awards Telecast Moving to E! From The CW” (på amerikansk engelska). The Hollywood Reporter. https://www.hollywoodreporter.com/tv/tv-news/2025-critics-choice-awards-move-to-e-from-cw-1236029296/. Läst 29 januari 2025.
6. ↑  Tim Dams. ”Tom Tykwer’s ‘The Light’ to open Berlinale” (på engelska). Screen. https://www.screendaily.com/news/tom-tykwers-the-light-to-open-berlinale/5199798.article. Läst 29 januari 2025.
7. ↑  Scott Roxborough (19 april 2024). ”BAFTA Confirms Date for 2025 Awards” (på amerikansk engelska). The Hollywood Reporter. https://www.hollywoodreporter.com/movies/movie-news/bafta-2025-dates-1235877491/. Läst 29 januari 2025.
8. ↑  Beatrice Verhoeven (16 april 2024). ”Screen Actors Guild Awards Set 2025 Date” (på amerikansk engelska). The Hollywood Reporter. https://www.hollywoodreporter.com/news/general-news/sag-awards-2025-date-1235875016/. Läst 29 januari 2025.
9. ↑  Erik Pedersen (10 april 2024). ”Oscars 2025 Date & Timeline Set; Academy Sticks With Earlier Start Time” (på amerikansk engelska). Deadline. https://deadline.com/2024/04/oscars-2025-date-timeline-1235880475/. Läst 29 januari 2025.
10. ↑  Ben Dalton. ”2025 film festivals and markets calendar: latest dates” (på engelska). Screen. https://www.screendaily.com/news/2025-film-festivals-and-markets-calendar-latest-dates/5200079.article. Läst 29 januari 2025.
11. ↑  Zac Ntim (22 juli 2025). ”Venice Film Festival Lineup: Kathryn Bigelow, Guillermo Del Toro, Noah Baumbach & Benny Safdie In Competition” (på amerikansk engelska). Deadline. https://deadline.com/2025/07/venice-film-festival-lineup-2025-1236464523/. Läst 29 juli 2025.
12. ↑  Anthony D'Alessandro (24 juli 2025). ”TIFF Midnight Madness 2025 Includes Ben Wheatley’s Bob Odenkirk Movie ‘Normal’; Bryan Fuller’s Feature Directorial Debut ‘Dust Bunny’” (på amerikansk engelska). Deadline. https://deadline.com/2025/07/tiff-midnight-madness-bob-odenkirk-bryan-fuller-1236467003/. Läst 29 juli 2025.
13. ↑  ”Nosferatu (2024)”. Internet Movie Database. http://www.imdb.com/title/tt5040012/.
14. ↑  ”Nosferatu (2024)”. MovieZine. https://www.moviezine.se/movies/nosferatu-2024.
15. ↑  ”Den of Thieves 2: Pantera (2025)”. Internet Movie Database. http://www.imdb.com/title/tt8008948/.
16. ↑  ”Den of Thieves: Pantera (2025)”. MovieZine. https://www.moviezine.se/movies/den-of-thieves-2.
17. ↑  ”Flykt & drömmar (2023)”. Internet Movie Database. http://www.imdb.com/title/tt18206298/.
18. ↑  ”Flykt & drömmar (2023)”. MovieZine. https://www.moviezine.se/movies/flykt-drommar.
19. ↑  ”Emilia Perez (2024)”. Internet Movie Database. http://www.imdb.com/title/tt20221436/.
20. ↑  ”Emilia Perez (2024)”. MovieZine. https://www.moviezine.se/movies/emilia-perez.
21. ↑  ”En oslipad diamant (2024)”. Internet Movie Database. http://www.imdb.com/title/tt28319139/.
22. ↑  ”En oslipad diamant (2024)”. MovieZine. https://www.moviezine.se/movies/en-oslipad-diamant.
23. ↑  ”Min mormors miljoner (2024)”. Internet Movie Database. http://www.imdb.com/title/tt31392609/.
24. ↑  ”Min mormors miljoner (2024)”. MovieZine. https://www.moviezine.se/movies/emilia-perez.
25. ↑  ”Garbo: Where Did You Go? (2024)”. Internet Movie Database. http://www.imdb.com/title/tt31042115/.
26. ↑  ”Garbo: Where Did You Go? (2024)”. MovieZine. https://www.moviezine.se/movies/garbo-where-did-you-go.
27. ↑  ”Gloria! Miraklet i Venedig (2024)”. Internet Movie Database. http://www.imdb.com/title/tt26757264/.
28. ↑  ”Gloria! Miraklet i Venedig (2024)”. MovieZine. https://www.moviezine.se/movies/gloria-miraklet-i-venedig.
29. ↑  ”Hacking Hate (2024)”. Internet Movie Database. http://www.imdb.com/title/tt32144488/.
30. ↑  ”Hacking Hate (2024)”. MovieZine. https://www.moviezine.se/movies/hacking-hate.
31. ↑  ”Here (2024)”. Internet Movie Database. http://www.imdb.com/title/tt18272208/.
32. ↑  ”Here (2024)”. MovieZine. https://www.moviezine.se/movies/here-2023.
33. ↑  ”Paddington i Peru (2024)”. Internet Movie Database. http://www.imdb.com/title/tt5822536/.
34. ↑  ”Paddington i Peru (2024)”. MovieZine. https://www.moviezine.se/movies/paddington-in-peru.
35. ↑  ”Peter Pan's Neverland Nightmare (2025)”. Internet Movie Database. http://www.imdb.com/title/tt21955520/.
36. ↑  ”Peter Pan's Neverland Nightmare (2025)”. MovieZine. https://www.moviezine.se/movies/peter-pans-neverland-nightmare.
37. ↑  ”Wolf Man (2025)”. Internet Movie Database. http://www.imdb.com/title/tt4216984/.
38. ↑  ”Wolf Man (2025)”. MovieZine. https://www.moviezine.se/movies/the-wolf-man.
39. ↑  ”A Real Pain (2024)”. Internet Movie Database. http://www.imdb.com/title/tt21823606/.
40. ↑  ”A Real Pain (2024)”. MovieZine. https://www.moviezine.se/movies/a-real-pain.
41. ↑  ”Babygirl (2024)”. Internet Movie Database. http://www.imdb.com/title/tt30057084/.
42. ↑  ”Babygirl (2024)”. MovieZine. https://www.moviezine.se/movies/babygirl.
43. ↑  ”Flätan (2023)”. Internet Movie Database. http://www.imdb.com/title/tt19894774/.
44. ↑  ”Flätan (2023)”. MovieZine. https://www.moviezine.se/movies/flatan.
45. ↑  ”Companion (2025)”. Internet Movie Database. http://www.imdb.com/title/tt26584495/.
46. ↑  ”Companion (2025)”. MovieZine. https://www.moviezine.se/movies/companion.
47. ↑  ”En sommar utöver det vanliga (2024)”. Internet Movie Database. http://www.imdb.com/title/tt30795948/.
48. ↑  ”En sommar utöver det vanliga (2024)”. MovieZine. https://www.moviezine.se/movies/a-little-something-extra.
49. ↑  ”Kallt spår (2024)”. Internet Movie Database. http://www.imdb.com/title/tt30135174/.
50. ↑  ”Kallt spår (2024)”. MovieZine. https://www.moviezine.se/movies/kallt-spar.
51. ↑  ”Maria (2024)”. Internet Movie Database. http://www.imdb.com/title/tt22893404/.
52. ↑  ”Maria (2024)”. MovieZine. https://www.moviezine.se/movies/maria-2024.
53. ↑  ”No Other Land (2024)”. Internet Movie Database. http://www.imdb.com/title/tt30953759/.
54. ↑  ”No Other Land (2024)”. MovieZine. https://www.moviezine.se/movies/no-other-land.
55. ↑  ”Ismo - maailman hauskin ulkopuolinen (2025)”. Internet Movie Database. http://www.imdb.com/title/tt33883401/.
56. ↑  ”ISMO – världens roligaste outsider (2025)”. MovieZine. https://www.moviezine.se/movies/ismo-varldens-roligaste-outsider.
57. ↑  ”Becoming Led Zeppelin (2025)”. Internet Movie Database. http://www.imdb.com/title/tt10365912/.
58. ↑  ”Becoming Led Zeppelin (2025)”. MovieZine. https://www.moviezine.se/movies/becoming-led-zeppelin.
59. ↑  ”Biru Unjárga (2024)”. Internet Movie Database. http://www.imdb.com/title/tt28802436/.
60. ↑  ”Biru Unjárga (2024)”. MovieZine. https://www.moviezine.se/movies/biru-unjarga.
61. ↑  ”Brutalisten (2024)”. Internet Movie Database. http://www.imdb.com/title/tt8999762/.
62. ↑  ”Brutalisten (2024)”. MovieZine. https://www.moviezine.se/movies/the-brutalist.
63. ↑  ”De ljudlösa (2024)”. Internet Movie Database. http://www.imdb.com/title/tt32887283/.
64. ↑  ”De ljudlösa (2024)”. MovieZine. https://www.moviezine.se/movies/de-ljudlosa.
65. ↑  ”Kronprinsen och tyrannens återkomst (2025)”. Svensk Filmdatabas. http://www.svenskfilmdatabas.se/sv/item/?type=film&itemid=698151.
66. ↑  ”Kronprinsen och tyrannens återkomst (2025)”. MovieZine. https://www.moviezine.se/movies/kronprinsen-och-tyrannens-aterkomst.
67. ↑  ”Leva lite (2025)”. Svensk Filmdatabas. http://www.svenskfilmdatabas.se/sv/item/?type=film&itemid=625224.
68. ↑  ”Leva lite (2025)”. MovieZine. https://www.moviezine.se/movies/kronprinsen-och-tyrannens-aterkomst.
69. ↑  ”Marked Men (2025)”. Internet Movie Database. http://www.imdb.com/title/tt26452781/.
70. ↑  ”Marked Men (2025)”. MovieZine. https://www.moviezine.se/movies/marked-men.
71. ↑  ”Sanna från Nablus (2025)”. Svensk Filmdatabas. http://www.svenskfilmdatabas.se/sv/item/?type=film&itemid=712413.
72. ↑  ”Sanna från Nablus (2025)”. MovieZine. https://www.moviezine.se/movies/sanna-fran-nablus.
73. ↑  ”Captain America: Brave New World (2025)”. Internet Movie Database. http://www.imdb.com/title/tt14513804/.
74. ↑  ”Captain America: Brave New World (2025)”. MovieZine. https://www.moviezine.se/movies/captain-america-brave-new-world.
75. ↑  ”The Balconettes (2024)”. Internet Movie Database. http://www.imdb.com/title/tt28375311/.
76. ↑  ”The Balconettes (2024)”. MovieZine. https://www.moviezine.se/movies/the-balconettes.
77. ↑  ”Bridget Jones: Mad About the Boy (2025)”. Internet Movie Database. http://www.imdb.com/title/tt32063050/.
78. ↑  ”Bridget Jones: Mad About the Boy (2025)”. MovieZine. https://www.moviezine.se/movies/bridget-jones-mad-about-the-boy.
79. ↑  ”Heart Eyes (2025)”. Internet Movie Database. http://www.imdb.com/title/tt32558992/.
80. ↑  ”Heart Eyes (2025)”. MovieZine. https://www.moviezine.se/movies/heart-eyes.
81. ↑  ”Hundmannen (2025)”. Internet Movie Database. http://www.imdb.com/title/tt10954718/.
82. ↑  ”Hundmannen (2025)”. MovieZine. https://www.moviezine.se/movies/hundmannen.
83. ↑  ”Konsten att göra slut (2024)”. Internet Movie Database. http://www.imdb.com/title/tt32128317/.
84. ↑  ”Konsten att göra slut (2024)”. MovieZine. https://www.moviezine.se/movies/konsten-att-gora-slut.
85. ↑  ”Sommarboken (2024)”. Internet Movie Database. http://www.imdb.com/title/tt26940053/.
86. ↑  ”Sommarboken (2024)”. MovieZine. https://www.moviezine.se/movies/sommarboken.
87. ↑  ”Universal Language (2024)”. Internet Movie Database. http://www.imdb.com/title/tt19864832/.
88. ↑  ”Universal Language (2024)”. MovieZine. https://www.moviezine.se/movies/la-cocina.
89. ↑  ”200% varulv – En pudel i flocken 2 (2025)”. Internet Movie Database. http://www.imdb.com/title/tt27722575/.
90. ↑  ”200% varulv – En pudel i flocken 2 (2025)”. MovieZine. https://www.moviezine.se/movies/200-wolf.
91. ↑  ”The Monkey (2025)”. Internet Movie Database. http://www.imdb.com/title/tt27714946/.
92. ↑  ”The Monkey (2025)”. MovieZine. https://www.moviezine.se/movies/the-monkey.
93. ↑  ”A Complete Unknown (2024)”. Internet Movie Database. http://www.imdb.com/title/tt11563598/.
94. ↑  ”A Complete Unknown (2024)”. MovieZine. https://www.moviezine.se/movies/a-complete-unknown.
95. ↑  ”Attack on Titan: The Last Attack (2024)”. Internet Movie Database. http://www.imdb.com/title/tt33175825/.
96. ↑  ”Attack on Titan: The Last Attack (2024)”. MovieZine. https://www.moviezine.se/movies/attack-on-titan-the-last-attack.
97. ↑  ”Flickan med nålen (2024)”. Svensk Filmdatabas. http://www.svenskfilmdatabas.se/sv/item/?type=film&itemid=680660.
98. ↑  ”Flickan med nålen (2024)”. MovieZine. https://www.moviezine.se/movies/flickan-med-nalen.
99. ↑  ”Serietecknaren(2025)”. Nortic. https://www.nortic.se/dagny/show/253365.
100. ↑  ”Spermageddon (2024)”. Internet Movie Database. http://www.imdb.com/title/tt14828040/.
101. ↑  ”Spermageddon (2024)”. MovieZine. https://www.moviezine.se/movies/spermageddon.
102. ↑  ”Bonnard – Konst och kärlek (2023)”. Internet Movie Database. http://www.imdb.com/title/tt23004264/.
103. ↑  ”Bonnard – Konst och kärlek (2023)”. MovieZine. https://www.moviezine.se/movies/bonnard-pierre-och-marthe.
104. ↑  ”Goodrich (2025)”. Internet Movie Database. http://www.imdb.com/title/tt10171472/.
105. ↑  ”Goodrich (2025)”. MovieZine. https://www.moviezine.se/movies/goodrich.
106. ↑  ”Kärlek (2024)”. Internet Movie Database. http://www.imdb.com/title/tt30810792/.
107. ↑  ”Kärlek (2024)”. MovieZine. https://www.moviezine.se/movies/karlek.
108. ↑  ”Memoir of a Snail (2024)”. Internet Movie Database. http://www.imdb.com/title/tt23770030/.
109. ↑  ”Memoir of a Snail (2024)”. MovieZine. https://www.moviezine.se/movies/memoir-of-a-snail.
110. ↑  ”Min oväntade bror (2024)”. Internet Movie Database. http://www.imdb.com/title/tt30327451/.
111. ↑  ”Min oväntade bror (2024)”. MovieZine. https://www.moviezine.se/movies/the-marching-band.
112. ↑  ”Presence (2024)”. Internet Movie Database. http://www.imdb.com/title/tt28249919/.
113. ↑  ”Presence (2024)”. MovieZine. https://www.moviezine.se/movies/presence.
114. ↑  ”The Roundup: Punishment (2024)”. Internet Movie Database. http://www.imdb.com/title/tt27811040/.
115. ↑  ”The Roundup: Punishment (2024)”. MovieZine. https://www.moviezine.se/movies/the-roundup-punishment.
116. ↑  ”Ski (2024)”. Internet Movie Database. http://www.imdb.com/title/tt34969560/.
117. ↑  ”Ski (2024)”. MovieZine. https://www.moviezine.se/movies/ski.
118. ↑  ”Barnen från Silvergatan (2024)”. Internet Movie Database. http://www.imdb.com/title/tt18969324/.
119. ↑  ”Barnen från Silvergatan (2024)”. MovieZine. https://www.moviezine.se/movies/barnen-fran-silvergatan.
120. ↑  ”Det heliga trädets frukter (2024)”. Internet Movie Database. http://www.imdb.com/title/tt32178949/.
121. ↑  ”Det heliga trädets frukter (2024)”. MovieZine. https://www.moviezine.se/movies/the-seed-of-the-sacred-fig.
122. ↑  ”Mickey 17 (2025)”. Internet Movie Database. http://www.imdb.com/title/tt12299608/.
123. ↑  ”Mickey 17 (2025)”. MovieZine. https://www.moviezine.se/movies/mickey-17.
124. ↑  ”Räv och Hare räddar skogen (2024)”. Internet Movie Database. http://www.imdb.com/title/tt23451240/.
125. ↑  ”Räv och Hare räddar skogen (2024)”. MovieZine. https://www.moviezine.se/movies/rav-och-hare-raddar-skogen.
126. ↑  ”Wilmer X – När tiden stannar (2025)”. Svensk Filmdatabas. http://www.svenskfilmdatabas.se/sv/item/?type=film&itemid=711780.
127. ↑  ”Wilmer X – När tiden stannar (2025)”. MovieZine. https://www.moviezine.se/movies/wilmer-x-nar-tiden-stannar.
128. ↑  ”Älskling (2024)”. Internet Movie Database. http://www.imdb.com/title/tt26629652/.
129. ↑  ”Älskling (2024)”. MovieZine. https://www.moviezine.se/movies/alskling.
130. ↑  ”Gondola (2023)”. Internet Movie Database. http://www.imdb.com/title/tt15289596/.
131. ↑  ”Gondola (2023)”. MovieZine. https://www.moviezine.se/movies/gondola-2023.
132. ↑  ”De skamlösa (2024)”. Internet Movie Database. http://www.imdb.com/title/tt15437986/.
133. ↑  ”De skamlösa (2024)”. MovieZine. https://www.moviezine.se/movies/de-skamlosa.
134. ↑  ”Jag ska bara gråta lite först (2025)”. Svensk Filmdatabas. http://www.svenskfilmdatabas.se/sv/item/?type=film&itemid=651572.
135. ↑  ”Jag ska bara gråta lite först (2025)”. MovieZine. https://www.moviezine.se/movies/jag-ska-bara-grata-lite-forst.
136. ↑  ”Lyckans ost (2024)”. Internet Movie Database. http://www.imdb.com/title/tt32086034/.
137. ↑  ”Lyckans ost (2024)”. MovieZine. https://www.moviezine.se/movies/lyckans-ost-2024.
138. ↑  ”Queer (2024)”. Internet Movie Database. http://www.imdb.com/title/tt24176060/.
139. ↑  ”Queer (2024)”. MovieZine. https://www.moviezine.se/movies/queer.
140. ↑  ”William Tell (2024)”. Internet Movie Database. http://www.imdb.com/title/tt22478818/.
141. ↑  ”William Tell (2024)”. MovieZine. https://www.moviezine.se/movies/wilhelm-tell.
142. ↑  ”Youth (Hard Times) (2024)”. Internet Movie Database. http://www.imdb.com/title/tt33029373/.
143. ↑  ”Youth (Hard Times) (2024)”. MovieZine. https://www.moviezine.se/movies/youth-hard-times.
144. ↑  ”Youth (Homecoming) (2024)”. Internet Movie Database. http://www.imdb.com/title/tt33029375/.
145. ↑  ”Youth (Homecoming) (2024)”. MovieZine. https://www.moviezine.se/movies/youth-homecoming.
146. ↑  ”Snövit (2025)”. Internet Movie Database. http://www.imdb.com/title/tt6208148/.
147. ↑  ”Snövit (2025)”. MovieZine. https://www.moviezine.se/movies/snovit-och-de-sju-dvargarna-2023.
148. ↑  ”The Alto Knights (2025)”. Internet Movie Database. http://www.imdb.com/title/tt21815562/.
149. ↑  ”The Alto Knights (2025)”. MovieZine. https://www.moviezine.se/movies/wise-guys.
150. ↑  ”De dödas symfoni (2024)”. Internet Movie Database. http://www.imdb.com/title/tt27165281/.
151. ↑  ”De dödas symfoni (2024)”. MovieZine. https://www.moviezine.se/movies/de-dodas-symfoni.
152. ↑  ”I'm Still Here (2024)”. Internet Movie Database. http://www.imdb.com/title/tt14961016/.
153. ↑  ”I'm Still Here (2024)”. MovieZine. https://www.moviezine.se/movies/i-m-still-here-2024.
154. ↑  ”Locked (2025)”. Internet Movie Database. http://www.imdb.com/title/tt26671996/.
155. ↑  ”Locked (2025)”. MovieZine. https://www.moviezine.se/movies/locked.
156. ↑  ”Mr. K (2024)”. Internet Movie Database. http://www.imdb.com/title/tt7972570/.
157. ↑  ”Mr. K (2024)”. MovieZine. https://www.moviezine.se/movies/mr-k.
158. ↑  ”Påfågeln - Hyr en vän! (2024)”. Internet Movie Database. http://www.imdb.com/title/tt29730305/.
159. ↑  ”Påfågeln - Hyr en vän! (2024)”. MovieZine. https://www.moviezine.se/movies/pafageln.
160. ↑  ”Santosh (2024)”. Internet Movie Database. http://www.imdb.com/title/tt30444418/.
161. ↑  ”Santosh (2024)”. MovieZine. https://www.moviezine.se/movies/santosh.
162. ↑  ”All We Imagine as Light (2024)”. Internet Movie Database. http://www.imdb.com/title/tt32086077/.
163. ↑  ”All We Imagine as Light (2024)”. MovieZine. https://www.moviezine.se/movies/all-we-imagine-as-light.
164. ↑  ”A Working Man (2025)”. Internet Movie Database. http://www.imdb.com/title/tt9150192/.
165. ↑  ”Bonhoeffer (2024)”. Internet Movie Database. http://www.imdb.com/title/tt26237514/.
166. ↑  ”Bonhoeffer (2024)”. MovieZine. https://www.moviezine.se/movies/bonhoeffer.
167. ↑  ”Bird (2024)”. Internet Movie Database. http://www.imdb.com/title/tt28277817/.
168. ↑  ”Bird (2024)”. MovieZine. https://www.moviezine.se/movies/bird-2024.
169. ↑  ”Novocaine (2025)”. Internet Movie Database. http://www.imdb.com/title/tt29603959/.
170. ↑  ”Novocaine (2025)”. MovieZine. https://www.moviezine.se/movies/novocaine-2025.
171. ↑  ”Tillbaka till Adamant – Inlagd på Averroès & Rosa Parks (2024)”. Internet Movie Database. http://www.imdb.com/title/tt30886786/.
172. ↑  ”Tillbaka till Adamant – Inlagd på Averroès & Rosa Parks (2024)”. MovieZine. https://www.moviezine.se/movies/tillbaka-till-adamant-inlagd-pa-averroes-rosa-parks.
173. ↑  ”Tillbaka till Adamant – Skrivmaskinen och annan huvudbry (2024)”. Internet Movie Database. http://www.imdb.com/title/tt31831104/.
174. ↑  ”Tillbaka till Adamant – Skrivmaskinen och annan huvudbry (2024)”. MovieZine. https://www.moviezine.se/movies/tillbaka-till-adamant-skrivmaskinen-och-annan-huvudbry.
175. ↑  ”Ultras (2025)”. Svensk Filmdatabas. http://www.svenskfilmdatabas.se/sv/item/?type=film&itemid=89390.
176. ↑  ”Ultras (2025)”. MovieZine. https://www.moviezine.se/movies/ultras-2025.
177. ↑  ”Alla älskar Touda (2024)”. Internet Movie Database. http://www.imdb.com/title/tt29359373/.
178. ↑  ”Alla älskar Touda (2024)”. MovieZine. https://www.moviezine.se/movies/alla-alskar-touda.
179. ↑  ”A Minecraft Movie (2025)”. Internet Movie Database. http://www.imdb.com/title/tt3566834/.
180. ↑  ”A Minecraft Movie (2025)”. MovieZine. https://www.moviezine.se/movies/minecraft.
181. ↑  ”Det började med min mamma (2025)”. Internet Movie Database. http://www.imdb.com/title/tt29927144/.
182. ↑  ”Det började med min mamma (2025)”. MovieZine. https://www.moviezine.se/movies/det-borjade-med-min-mamma.
183. ↑  ”Före mörkret (2025)”. Internet Movie Database. http://www.imdb.com/title/tt32317227/.
184. ↑  ”September 5 (2024)”. Internet Movie Database. http://www.imdb.com/title/tt28082769/.
185. ↑  ”September 5 (2024)”. MovieZine. https://www.moviezine.se/movies/september-5.
186. ↑  ”Aleque & Issay (2025)”. Svensk Filmdatabas. http://www.svenskfilmdatabas.se/sv/item/?type=film&itemid=628080.
187. ↑  ”The Amateur (2025)”. Internet Movie Database. http://www.imdb.com/title/tt0899043/.
188. ↑  ”The Amateur (2025)”. MovieZine. https://www.moviezine.se/movies/the-amateur-2025.
189. ↑  ”Drop (2025)”. Internet Movie Database. http://www.imdb.com/title/tt32149847/.
190. ↑  ”Drop (2025)”. MovieZine. https://www.moviezine.se/movies/drop.
191. ↑  ”Hard Truths (2024)”. Internet Movie Database. http://www.imdb.com/title/tt11891850/.
192. ↑  ”Hard Truths (2024)”. Svensk Filmdatabas. http://www.svenskfilmdatabas.se/sv/item/?type=film&itemid=721061.
193. ↑  ”Legacy (2025)”. Svensk Filmdatabas. http://www.svenskfilmdatabas.se/sv/item/?type=film&itemid=712424.
194. ↑  ”Semitjov – Drömmen om en bättre värld (2025)”. Internet Movie Database. http://www.imdb.com/title/tt33257921/.
195. ↑  ”Sinners (2025)”. Internet Movie Database. http://www.imdb.com/title/tt31193180/.
196. ↑  ”Sinners (2025)”. MovieZine. https://www.moviezine.se/movies/sinners.
197. ↑  ”My Love Will Make You Disappear (2025)”. Internet Movie Database. http://www.imdb.com/title/tt33092501/.
198. ↑  ”Neil Young: Coastal (2025)”. Internet Movie Database. http://www.imdb.com/title/tt35934771/.
199. ↑  ”Kensukes rike (2023)”. Internet Movie Database. http://www.imdb.com/title/tt5674658/.
200. ↑  ”Kesari 2 (2025)”. Internet Movie Database. http://www.imdb.com/title/tt3562110/.
201. ↑  ”La Cocina – Aptit på livet (2024)”. Internet Movie Database. http://www.imdb.com/title/tt19864832/.
202. ↑  ”La Cocina – Aptit på livet (2024)”. MovieZine. https://www.moviezine.se/movies/la-cocina.
203. ↑  ”När ljuset bryts (2024)”. Internet Movie Database. http://www.imdb.com/title/tt27476906/.
204. ↑  ”The Penguin Lessons (2024)”. Internet Movie Database. http://www.imdb.com/title/tt26677014/.
205. ↑  ”Dialogpolisen (2025)”. Svensk Filmdatabas. http://www.svenskfilmdatabas.se/sv/item/?type=film&itemid=654189.
206. ↑  ”Gröna linjen (2025)”. Svensk Filmdatabas. http://www.svenskfilmdatabas.se/sv/item/?type=film&itemid=666335.
207. ↑  ”Imperiet (2024)”. Internet Movie Database. http://www.imdb.com/title/tt17375596/.
208. ↑  ”Imperiet (2024)”. MovieZine. https://www.moviezine.se/movies/imperiet.
209. ↑  ”Ne Zha 2 (2025)”. Internet Movie Database. http://www.imdb.com/title/tt34956443/.
210. ↑  ”Orenda (2025)”. Internet Movie Database. http://www.imdb.com/title/tt33589472/.
211. ↑  ”Orenda (2025)”. Svensk Filmdatabas. http://www.svenskfilmdatabas.se/sv/item/?type=film&itemid=671445.
212. ↑  ”Until Dawn (2025)”. Internet Movie Database. http://www.imdb.com/title/tt30955489/.
213. ↑  ”Until Dawn (2025)”. MovieZine. https://www.moviezine.se/movies/until-dawn.
214. ↑  ”Thunderbolts* (2025)”. Internet Movie Database. http://www.imdb.com/title/tt20969586/.
215. ↑  ”Thunderbolts* (2025)”. MovieZine. https://www.moviezine.se/movies/thunderbolts.
216. ↑  ”Black Dog (2024)”. Internet Movie Database. http://www.imdb.com/title/tt28131427/.
217. ↑  ”Bob Trevino Likes It (2024)”. Internet Movie Database. http://www.imdb.com/title/tt28613536/.
218. ↑  ”Bob Trevino Likes It (2024)”. MovieZine. https://www.moviezine.se/movies/bob-trevino-likes-it.
219. ↑  ”I huvudet på Blanche Houellebecq (2024)”. Internet Movie Database. http://www.imdb.com/title/tt29383085/.
220. ↑  ”I huvudet på Blanche Houellebecq (Bio)”. Njutafilms. 2 maj 2025. https://www.njutafilms.com/film/being-blanche-houellebecq/. Läst 12 maj 2025.
221. ↑  ”Rörelser (2025)”. Svensk Filmdatabas. http://www.svenskfilmdatabas.se/sv/item/?type=film&itemid=646953.
222. ↑  ”Unanimal (2025)”. Svensk Filmdatabas. http://www.svenskfilmdatabas.se/sv/item/?type=film&itemid=625622.
223. ↑  ”Warfare (2025)”. Internet Movie Database. http://www.imdb.com/title/tt31434639/.
224. ↑  ”OCEAN with David Attenborough (2025)”. Internet Movie Database. http://www.imdb.com/title/tt33022710/.
225. ↑  ”Abir Gulaal (2025)”. Internet Movie Database. http://www.imdb.com/title/tt30988739/.
226. ↑  ”Death of a Unicorn (2025)”. Internet Movie Database. http://www.imdb.com/title/tt28443655/.
227. ↑  ”ATEEZ World Tour [Towords the Light : Will to Power in Cinemas (2024)”]. Internet Movie Database. http://www.imdb.com/title/tt35571591/.
228. 1 2 3 4 5 6 7 8 9  ”Krig, aliens och Tom Cruise - 5 heta biopremiärer i maj”. MovieZine. 1 maj 2025. https://www.moviezine.se/nyheter/krig-aliens-och-tom-cruise-5-heta-biopremiarer-i-maj. Läst 12 maj 2025.
229. ↑  ”Final Destination: Bloodlines (2025)”. Internet Movie Database. http://www.imdb.com/title/tt9619824/.
230. ↑  ”Final Destination: Bloodlines (2025)”. MovieZine. https://www.moviezine.se/movies/final-destination-bloodlines.
231. ↑  ”Bhool Chuk Maf (2025)”. Internet Movie Database. http://www.imdb.com/title/tt32058735/.
232. ↑  ”Hurry Up Tomorrow (2025)”. Internet Movie Database. http://www.imdb.com/title/tt26927452/.
233. ↑  ”"Hurry Up Tomorrow" med The Weeknd på svenska biodukar i vår”. MovieZine. 7 mars 2025. https://www.moviezine.se/nyheter/hurry-up-tomorrow-med-the-weeknd-kommer-till-sverige-i-var. Läst 15 mars 2025.
234. ↑  ”The Legend of Ochi (2025)”. Internet Movie Database. http://www.imdb.com/title/tt8866456/.
235. ↑  ”One to One: John & Yoko (2024)”. Internet Movie Database. http://www.imdb.com/title/tt33029955/.
236. ↑  ”Uppskjuten tid (2024)”. Internet Movie Database. http://www.imdb.com/title/tt31015247/.
237. ↑  ”Mission: Impossible – The Final Reckoning (2025)”. Internet Movie Database. http://www.imdb.com/title/tt9603208/.
238. ↑  ”Mission: Impossible – The Final Reckoning (2025)”. MovieZine. https://www.moviezine.se/movies/mission-impossible-dead-reckoning-part-2.
239. ↑  ”Lilo & Stitch (2025)”. Internet Movie Database. http://www.imdb.com/title/tt11655566/.
240. ↑  ”Lilo & Stitch (2025)”. MovieZine. https://www.moviezine.se/movies/lilo-stitch-2025.
241. ↑  ”Det andra offret (2025)”. Internet Movie Database. http://www.imdb.com/title/tt32210485/.
242. ↑  ”Det här är min mamma (2023)”. Internet Movie Database. http://www.imdb.com/title/tt25386452/.
243. ↑  ”Karate Kid: Legends (2025)”. Internet Movie Database. http://www.imdb.com/title/tt1674782/.
244. ↑  ”Karate Kid: Legends (2025)”. MovieZine. https://www.moviezine.se/movies/karate-kid-2024.
245. ↑  ”Detective Kien: The Headless Horror (2025)”. Internet Movie Database. http://www.imdb.com/title/tt36386168/.
246. ↑  ”Greta träffar bebisen (2025)”. Internet Movie Database. http://www.imdb.com/title/tt36414406/.
247. ↑  ”The Phoenician Scheme (2025)”. Internet Movie Database. http://www.imdb.com/title/tt30840798/.
248. ↑  ”From the World of John Wick: Ballerina (2025)”. Internet Movie Database. http://www.imdb.com/title/tt7181546/.
249. ↑  ”From the World of John Wick: Ballerina (2025)”. MovieZine. https://www.moviezine.se/movies/ballerina-2024.
250. ↑  ”Restart (2025)”. Internet Movie Database. http://www.imdb.com/title/tt35220464/.
251. ↑  ”Thug Life (2025)”. Internet Movie Database. http://www.imdb.com/title/tt23398540/.
252. ↑  ”Housefull 5 (2025)”. Internet Movie Database. http://www.imdb.com/title/tt9104736/.
253. ↑  ”Mr. Nobody Against Putin (2025)”. Internet Movie Database. http://www.imdb.com/title/tt34965515/.
254. ↑  ”Young Hearts (2024)”. Internet Movie Database. http://www.imdb.com/title/tt15245268/.
255. ↑  ”Young Hearts (2024)”. MovieZine. https://www.moviezine.se/movies/young-hearts.
256. ↑  ”Dangerous Animals (2025)”. Internet Movie Database. http://www.imdb.com/title/tt32299316/.
257. ↑  ”How to Train Your Dragon (2025)”. Internet Movie Database. http://www.imdb.com/title/tt26743210/.
258. ↑  ”How to Train Your Dragon (2025)”. MovieZine. https://www.moviezine.se/movies/how-to-train-your-dragon.
259. ↑  ”The Ugly Stepsister (2025)”. Internet Movie Database. http://www.imdb.com/title/tt29344903/.
260. ↑  ”Vanvaas (2025)”. Internet Movie Database. http://www.imdb.com/title/tt29120307/.
261. ↑  ”28 Years Later (2025)”. Internet Movie Database. http://www.imdb.com/title/tt10548174/.
262. ↑  ”Project X (2025)”. Internet Movie Database. http://www.imdb.com/title/tt36424927/.
263. ↑  ”Sitare Zameen Par (2025)”. Internet Movie Database. http://www.imdb.com/title/tt29471573/.
264. ↑  ”Elio (2025)”. Internet Movie Database. http://www.imdb.com/title/tt4900148/.
265. ↑  ”Elio (2025)”. MovieZine. https://www.moviezine.se/movies/elio.
266. ↑  ”F1 (2025)”. Internet Movie Database. http://www.imdb.com/title/tt16311594/.
267. ↑  ”F1 (2025)”. MovieZine. https://www.moviezine.se/movies/f1.
268. ↑  ”Historien om Jim (2025)”. Internet Movie Database. http://www.imdb.com/title/tt27811096/.
269. ↑  ”M3GAN 2.0 (2025)”. Internet Movie Database. http://www.imdb.com/title/tt26342662/.
270. ↑  ”M3GAN 2.0 (2025)”. MovieZine. https://www.moviezine.se/movies/m3gan-2-0.
271. ↑  ”Miley Cyrus: Something Beautiful (2025)”. Internet Movie Database. http://www.imdb.com/title/tt36590404/.
272. ↑  ”Jurassic World Rebirth (2025)”. Internet Movie Database. http://www.imdb.com/title/tt31036941/.
273. ↑  ”Jurassic World Rebirth (2025)”. MovieZine. https://www.moviezine.se/movies/jurassic-world-rebirth.
274. ↑  ”Black Tea (2024)”. Internet Movie Database. http://www.imdb.com/title/tt21994228/.
275. ↑  ”Black Tea (2024)”. MovieZine. https://www.moviezine.se/movies/black-tea.
276. ↑  ”Emma & Totte: Min första vän (2025)”. Internet Movie Database. http://www.imdb.com/title/tt29010189/.
277. ↑  ”A Samurai in Time (2023)”. Internet Movie Database. http://www.imdb.com/title/tt32277931/.
278. ↑  ”Superman (2025)”. Internet Movie Database. http://www.imdb.com/title/tt5950044/.
279. ↑  ”Superman (2025)”. MovieZine. https://www.moviezine.se/movies/superman-legacy.
280. ↑  ”Smurfar (2025)”. Internet Movie Database. http://www.imdb.com/title/tt18069420/.
281. ↑  ”Smurfar (2025)”. MovieZine. https://www.moviezine.se/movies/smurfar.
282. ↑  ”I Know What You Did Last Summer (2025)”. Internet Movie Database. http://www.imdb.com/title/tt4045450/.
283. ↑  ”I Know What You Did Last Summer (2025)”. MovieZine. https://www.moviezine.se/movies/i-know-what-you-did-last-summer-2025.
284. ↑  ”The Fantastic Four: First Steps (2025)”. Internet Movie Database. http://www.imdb.com/title/tt10676052/.
285. ↑  ”The Fantastic Four: First Steps (2025)”. MovieZine. https://www.moviezine.se/movies/fantastic-4.
286. ↑  ”Bambi: The Reckoning (2025)”. Internet Movie Database. http://www.imdb.com/title/tt23621682/.
287. ↑  ”Son of Sardaar 2 (2025)”. Internet Movie Database. http://www.imdb.com/title/tt29429860/.
288. ↑  ”BTS Army: Forever We Are Young (2025)”. Internet Movie Database. http://www.imdb.com/title/tt35522480/.
289. ↑  ”Bring Her Back (2025)”. Internet Movie Database. http://www.imdb.com/title/tt32246771/.
290. ↑  ”Dhadak 2 (2025)”. Internet Movie Database. http://www.imdb.com/title/tt13451410/.
291. ↑  ”Motel Destino (2024)”. Internet Movie Database. http://www.imdb.com/title/tt28608358/.
292. ↑  ”The Naked Gun (2025)”. Internet Movie Database. http://www.imdb.com/title/tt3402138/.
293. ↑  ”Tuffa gänget 2 (2025)”. Internet Movie Database. http://www.imdb.com/title/tt30017619/.
294. ↑  ”Tuffa gänget 2 (2025)”. MovieZine. https://www.moviezine.se/movies/tuffa-ganget-2.
295. ↑  ”Stans (2025)”. Internet Movie Database. http://www.imdb.com/title/tt15416342/.
296. ↑  ”Eddington (2025)”. Internet Movie Database. http://www.imdb.com/title/tt31176520/.
297. ↑  ”Eddington (2025)”. MovieZine. https://www.moviezine.se/movies/eddington.
298. ↑  ”Freakier Friday (2025)”. Internet Movie Database. http://www.imdb.com/title/tt31956415/.
299. ↑  ”Freakier Friday (2025)”. MovieZine. https://www.moviezine.se/movies/freaky-friday-2.
300. ↑  ”Munken och geväret (2023)”. Internet Movie Database. http://www.imdb.com/title/tt15560314/.
301. ↑  ”Saiyaara (2025)”. Internet Movie Database. http://www.imdb.com/title/tt28037987/.
302. ↑  ”Se "Saiyaara" på bio”. www.filmstaden.se. https://www.filmstaden.se/film/saiyaara/undefined/film/saiyaara/. Läst 3 augusti 2025.
303. ↑  ”Weapons (2025)”. Internet Movie Database. http://www.imdb.com/title/tt26581740/.
304. ↑  ”Coolie (2025)”. Internet Movie Database. http://www.imdb.com/title/tt27441481/.
305. ↑  ”War 2 (2025)”. Internet Movie Database. http://www.imdb.com/title/tt27425164/.
306. ↑  ”Det svänger om Noas ark (2024)”. Internet Movie Database. http://www.imdb.com/title/tt8637446/.
307. ↑  ”Julies tystnad (2024)”. Internet Movie Database. http://www.imdb.com/title/tt27804164/.
308. ↑  ”Materialists (2025)”. Internet Movie Database. http://www.imdb.com/title/tt30253473/.
309. ↑  ”Nobody 2 (2025)”. Internet Movie Database. http://www.imdb.com/title/tt28996126/.
310. ↑  ”The Dog (2024)”. Internet Movie Database. http://www.imdb.com/title/tt28864874/.
311. ↑  ”En bekant beröring (2024)”. Internet Movie Database. http://www.imdb.com/title/tt32928666/.
312. ↑  ”Jane Austen förstörde mitt liv (2024)”. Internet Movie Database. http://www.imdb.com/title/tt31112509/.
313. ↑  ”Kevlarsjäl (2025)”. Internet Movie Database. http://www.imdb.com/title/tt28301231/.
314. ↑  ”Together (2025)”. Internet Movie Database. http://www.imdb.com/title/tt31184028/.
315. ↑  ”Vår gröna dröm (2025)”. Internet Movie Database. http://www.imdb.com/title/tt36966126/.
316. ↑  ”Vår gröna dröm (2025)”. Svensk Filmdatabas. http://www.svenskfilmdatabas.se/sv/item/?type=film&itemid=724948.
317. ↑  ”Bridgespelerskorna (2025)”. Internet Movie Database. http://www.imdb.com/title/tt35591067/.
318. ↑  ”Bridgespelerskorna (2025)”. Svensk Filmdatabas. http://www.svenskfilmdatabas.se/sv/item/?type=film&itemid=683471.
319. ↑  ”Caught Stealing (2025)”. Internet Movie Database. http://www.imdb.com/title/tt1493274/.
320. ↑  ”Det är något som inte stämmer (2025)”. Internet Movie Database. http://www.imdb.com/title/tt22468338/.
321. ↑  ”Det är något som inte stämmer (2025)”. Svensk Filmdatabas. http://www.svenskfilmdatabas.se/sv/item/?type=film&itemid=633052.
322. ↑  ”Dongji Rescue (2025)”. Internet Movie Database. http://www.imdb.com/title/tt32634271/.
323. ↑  ”Nunnan – 25 år i kloster (2025)”. Internet Movie Database. http://www.imdb.com/title/tt35891998/.
324. ↑  ”Nunnan – 25 år i kloster (2025)”. Svensk Filmdatabas. http://www.svenskfilmdatabas.se/sv/item/?type=film&itemid=645498.
325. ↑  ”Param Sundari (2025)”. Internet Movie Database. http://www.imdb.com/title/tt33996113/.
326. ↑  ”På vilket språk drömmer du? (2024)”. Internet Movie Database. http://www.imdb.com/title/tt31015291/.
327. ↑  ”The Roses (2025)”. Internet Movie Database. http://www.imdb.com/title/tt31973693/.
328. ↑  ”The Toxic Avenger (2025)”. Internet Movie Database. http://www.imdb.com/title/tt1633359/.
329. ↑  ”Filmen om Siw (2025)”. Internet Movie Database. http://www.imdb.com/title/tt35578205/.
330. ↑  ”Filmen om Siw (2025)”. Svensk Filmdatabas. http://www.svenskfilmdatabas.se/sv/item/?type=film&itemid=710833.
331. ↑  ”Baaghi 4 (2025)”. Internet Movie Database. http://www.imdb.com/title/tt6203702/.
332. ↑  ”The Conjuring: Last Rites (2025)”. Internet Movie Database. http://www.imdb.com/title/tt22898462/.
333. ↑  ”Köln 75 (2025)”. Internet Movie Database. http://www.imdb.com/title/tt20414360/.
334. ↑  ”Min kära tjuv (2024)”. Internet Movie Database. http://www.imdb.com/title/tt35319926/.
335. ↑  ”Min kära tjuv" | Filmstaden”. www.filmstaden.se. https://www.filmstaden.se/film/min-kara-tjuv/. Läst 17 augusti 2025.
336. ↑  ”Tre vänninor (2024)”. Internet Movie Database. http://www.imdb.com/title/tt30325268/.
337. ↑  ”Demon Slayer: Kimetsu No Yaiba - Infinity Castle (2025)”. Internet Movie Database. http://www.imdb.com/title/tt32820897/.
338. ↑  ”Demon Slayer: Kimetsu no Yaiba Infinity Castle | Filmstaden”. www.filmstaden.se. https://www.filmstaden.se/film/demon-slayer-kimetsu-no-yaiba-infinity-castle/undefined/film/demon-slayer-kimetsu-no-yaiba-infinity-castle/. Läst 17 augusti 2025.
339. ↑  ”Downton Abbey 3 (2025)”. Internet Movie Database. http://www.imdb.com/title/tt31888477/.
340. ↑  ”Downton Abbey 3 (2025)”. MovieZine. https://www.moviezine.se/movies/downton-abbey-3.
341. ↑  ”The Life of Chuck (2024)”. Internet Movie Database. http://www.imdb.com/title/tt12908150/.
342. ↑  ”Him (2025)”. Internet Movie Database. http://www.imdb.com/title/tt20990442/.
343. ↑  ”Gaucho Gaucho (2024)”. Internet Movie Database. http://www.imdb.com/title/tt30319823/.
344. ↑  ”Sentimental Value (2025)”. Internet Movie Database. http://www.imdb.com/title/tt27714581/.
345. ↑  ”Sentimental Value (2025)”. Svensk Filmdatabas. http://www.svenskfilmdatabas.se/sv/item/?type=film&itemid=698467.
346. ↑  ”The Dance Club (2025)”. Svensk Filmdatabas. http://www.svenskfilmdatabas.se/sv/item/?type=film&itemid=669745.
347. ↑  ”The Dance Club (2025)”. MovieZine. https://www.moviezine.se/movies/the-dance-club.
348. ↑  ”Grand Prix – Tassarna på gasen (2025)”. Internet Movie Database. http://www.imdb.com/title/tt32897929/.
349. ↑  ”Se "Grand Prix - Tassarna på gasen" på bio| Filmstaden”. www.filmstaden.se. https://www.filmstaden.se/film/grand-prix-tassarna-pa-gasen/undefined/film/grand-prix-tassarna-pa-gasen/. Läst 19 juli 2025.
350. ↑  ”I huvudet på Bo (2025)”. Internet Movie Database. http://www.imdb.com/title/tt35892253/.
351. ↑  ”I huvudet på Bo (2025)”. Svensk Filmdatabas. http://www.svenskfilmdatabas.se/sv/item/?type=film&itemid=666363.
352. ↑  ”Tron: Ares (2025)”. Internet Movie Database. http://www.imdb.com/title/tt6604188/.
353. ↑  ”Tron: Ares (2025)”. MovieZine. https://www.moviezine.se/movies/tron-ares.
354. ↑  ”The Black Phone 2 (2025)”. Internet Movie Database. http://www.imdb.com/title/tt29644189/.
355. ↑  ”The Black Phone 2 (2025)”. MovieZine. https://www.moviezine.se/movies/the-black-phone-2.
356. ↑  ”Drömmar (2024)”. Internet Movie Database. http://www.imdb.com/title/tt30810787/.
357. ↑  ”The Smashing Machine (2025)”. Internet Movie Database. http://www.imdb.com/title/tt11214558/.
358. ↑  ”Bert sabbar allt (2025)”. Internet Movie Database. http://www.imdb.com/title/tt32729868/.
359. ↑  ”Gabby's Dollhouse: The Movie (2025)”. Internet Movie Database. http://www.imdb.com/title/tt32214143/.
360. ↑  ”Hemmet (2025)”. Internet Movie Database. http://www.imdb.com/title/tt29011016/.
361. ↑  ”Mortal Kombat 2 (2025)”. Internet Movie Database. http://www.imdb.com/title/tt17490712/.
362. ↑  ”Mortal Kombat 2 (2025)”. MovieZine. https://www.moviezine.se/movies/mortal-kombat-2.
363. ↑  ”Vi dör i natt (2025)”. Internet Movie Database. http://www.imdb.com/title/tt34549572/.
364. ↑  ”Vi dör i natt (2025)”. Svensk Filmdatabas. http://www.svenskfilmdatabas.se/sv/item/?type=film&itemid=725004.
365. ↑  ”Bugonia (2025)”. Internet Movie Database. http://www.imdb.com/title/tt12300742/.
366. ↑  ”Bugonia (2025)”. MovieZine. https://www.moviezine.se/movies/bugonia.
367. ↑  ”The Running Man (2025)”. Internet Movie Database. http://www.imdb.com/title/tt14107334/.
368. ↑  ”The Running Man (2025)”. MovieZine. https://www.moviezine.se/movies/the-running-man-2025.
369. ↑  ”Eagles of the Republic (2025)”. Svensk Filmdatabas. http://www.svenskfilmdatabas.se/sv/item/?type=film&itemid=684953.
370. ↑  ”Klimatet i terapi (2025)”. Internet Movie Database. http://www.imdb.com/title/tt18163368/.
371. ↑  ”Klimatet i terapi (2025)”. Svensk Filmdatabas. http://www.svenskfilmdatabas.se/sv/item/?type=film&itemid=651079.
372. ↑  ”Now You See Me: Now You Don't (2025)”. Internet Movie Database. http://www.imdb.com/title/tt4712810/.
373. ↑  ”Now You See Me 3 (2025)”. MovieZine. https://www.moviezine.se/movies/now-you-see-me-3.
374. ↑  ”Wicked: For Good (2025)”. Internet Movie Database. http://www.imdb.com/title/tt19847976/.
375. ↑  ”Wicked: For Good (2025)”. MovieZine. https://www.moviezine.se/movies/wicked-part-two.
376. ↑  ”Zootropolis 2 (2025)”. Internet Movie Database. http://www.imdb.com/title/tt31187839/.
377. ↑  ”Zootropolis 2 (2025)”. MovieZine. https://www.moviezine.se/movies/zootropolis-2.
378. ↑  ”Five Nights at Freddy's 2 (2025)”. Internet Movie Database. http://www.imdb.com/title/tt30274401/.
379. ↑  ”Five Nights at Freddy's 2 (2025)”. MovieZine. https://www.moviezine.se/movies/five-nights-at-freddy-s-2.
380. ↑  ”Avatar: Fire and Ash (2025)”. Internet Movie Database. http://www.imdb.com/title/tt1757678/.
381. ↑  ”Avatar: Fire and Ash (2025)”. MovieZine. https://www.moviezine.se/movies/avatar-3.
382. ↑  ”Bamse och havets hemlighet (2025)”. Internet Movie Database. http://www.imdb.com/title/tt32140230/.
383. ↑  ”Bamse och havets hemlighet (2025)”. Svensk Filmdatabas. http://www.svenskfilmdatabas.se/sv/item/?type=film&itemid=691064.
384. ↑  ”Handbok för superhjältar (2025)”. Internet Movie Database. http://www.imdb.com/title/tt21431604/.
385. ↑  ”Handbok för superhjältar (2025)”. Svensk Filmdatabas. http://www.svenskfilmdatabas.se/sv/item/?type=film&itemid=666976.
386. ↑  ”Håkan Bråkan 003 (2025)”. Internet Movie Database. http://www.imdb.com/title/tt33477936/.
387. ↑  ”Håkan Bråkan 003 (2025)”. Svensk Filmdatabas. http://www.svenskfilmdatabas.se/sv/item/?type=film&itemid=698147.
388. ↑  ”Regnmannen (2025)”. Internet Movie Database. http://www.imdb.com/title/tt34250056/.
389. ↑  ”Regnmannen (2025)”. Svensk Filmdatabas. http://www.svenskfilmdatabas.se/sv/item/?type=film&itemid=679173.
390. ↑  ”Loretta Swit, the Emmy-winning 'M*A*S*H' actress, dies at 87” (på engelska). NBC News. 30 maj 2025. https://www.nbcnews.com/news/obituaries/loretta-swit-mash-dead-87-rcna210039. Läst 31 maj 2025.

### Webbkällor
- Svensk Filmdatabas – Filmer med premiär 2025
- MovieZine – Kalender med premiärdatum
- IMDb – Filmer med premiär 2025 (engelska)